# Goslar

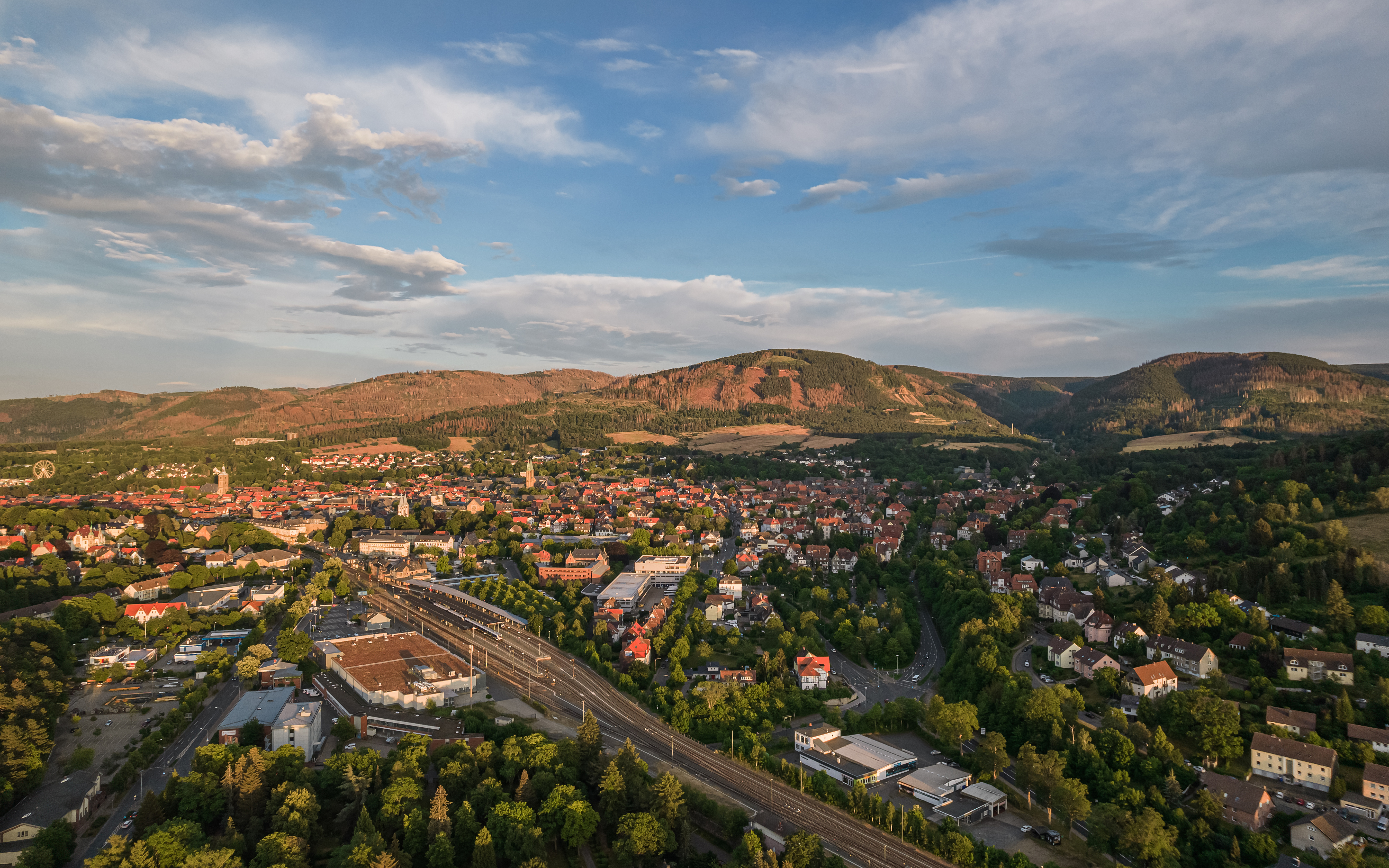
Luftaufnahme von Goslar, 2022

Goslar [ˈɡɔslaɐ̯] ⓘ ist eine große selbständige Stadt in Niedersachsen und Kreisstadt des Landkreises Goslar. Zum 31. Dezember 2024 hatte sie 47.419 Einwohner.
Der 979 erstmals erwähnte Bergbauort wurde etwa zur selben Zeit Sitz einer Kaiserpfalz und entwickelte sich bis zum 13. Jahrhundert kontinuierlich zur Stadt weiter. 1290 erlangte Goslar die Reichsunmittelbarkeit und behielt bis zur Mediatisierung 1802 den Status einer selbständigen Reichsstadt im Heiligen Römischen Reich, was sich im Stadtwappen widerspiegelt.
Die Altstadt von Goslar mit ihren über 1.500 Fachwerkhäusern sowie das am südlichen Stadtrand liegende ehemalige Erzbergwerk Rammelsberg zählen seit 1992 unter der Bezeichnung Bergwerk Rammelsberg, Altstadt von Goslar und Oberharzer Wasserwirtschaft zu den Weltkulturerbestätten der UNESCO.

## Geographie

### Lage
Die Stadt liegt zwischen den nordwestlichen Ausläufern des Harzes mit dem Rammelsberg und dem äußersten Südende des Salzgitter-Höhenzugs. Im Westen wird Goslar durch den Steinberg und im Osten durch die Grenze zu Sachsen-Anhalt begrenzt. Im Nordosten der Stadt liegt der Harly-Wald. Durch das Stadtgebiet fließt die Oker sowie deren Nebenflüsse Gose bzw. Abzucht und die Radau.

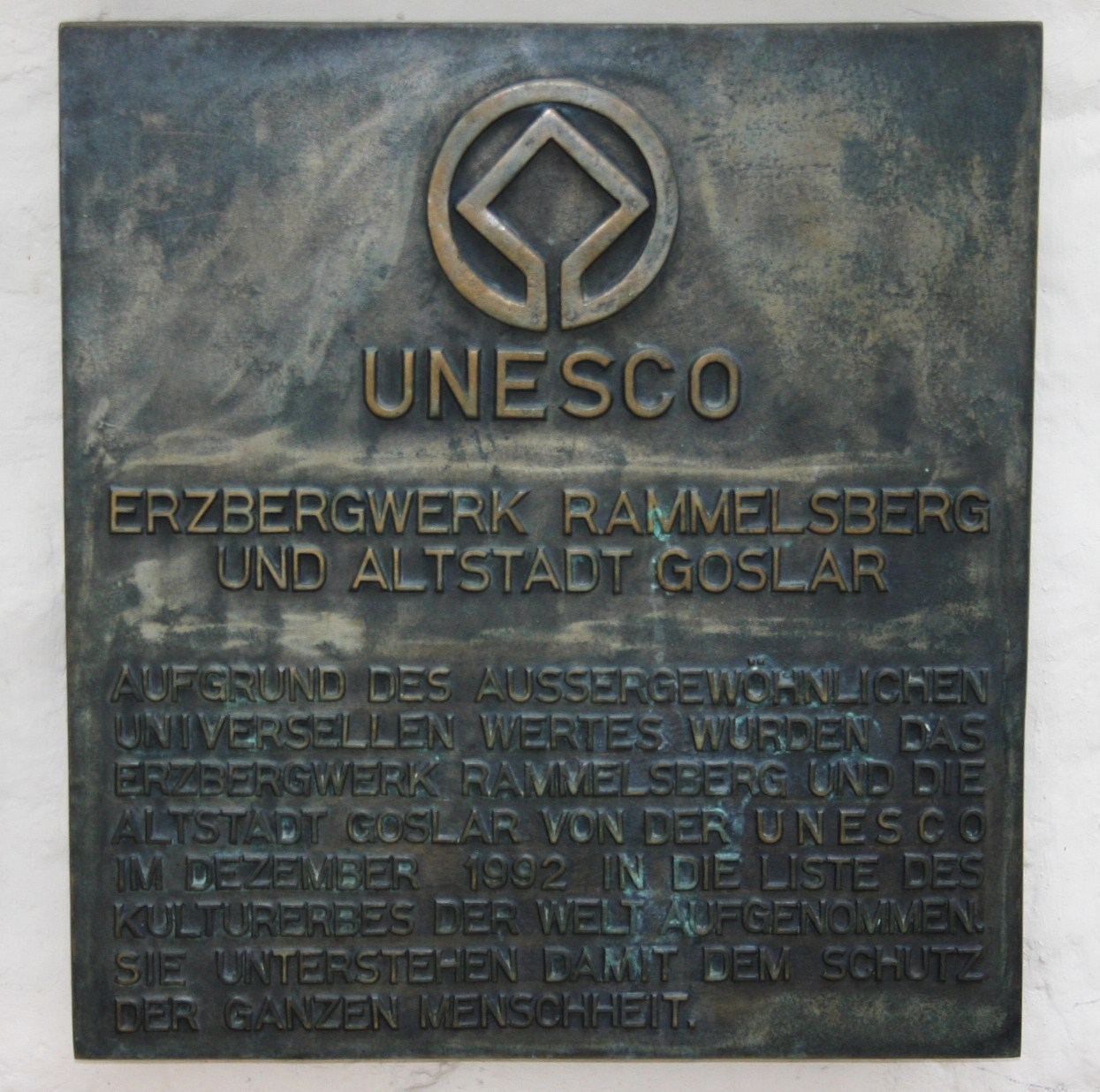
UNESCO-Auszeichnung am Rathaus

An das Stadtgebiet grenzen im Norden die Gemeinde Liebenburg, im Nordosten die Gemeinde Schladen-Werla (Landkreis Wolfenbüttel) und die Stadt Osterwieck (im Landkreis Harz, Sachsen-Anhalt), im Südosten die Stadt Bad Harzburg, im Süden die Berg- und Universitätsstadt Clausthal-Zellerfeld (wobei das gemeindefreie Gebiet Harz (Landkreis Goslar) jedoch dazwischen liegt) und im Westen die Stadt Langelsheim.

Blick vom Steinbergturm auf die Baßgeige, Jerstedt und Hahndorf

Die nächstgelegenen größeren Städte sind im Nordwesten Hildesheim (45 km), im Norden Salzgitter (30 km), im Nordosten Wolfenbüttel (30 km) und Braunschweig (40 km) sowie im Osten Magdeburg (90 km), im Südosten Nordhausen (50 km) und im Südwesten Göttingen (55 km).
| Hildesheim 40 km | Salzgitter 28 km                            | Wolfenbüttel 30 km |
| Seesen 18 km     | Kompassrose, die auf Nachbargemeinden zeigt | Wernigerode 25 km  |
| Göttingen 55 km  | Osterode am Harz 25 km                      | Nordhausen 50 km   |

* Entfernungsangaben beziehen sich auf die Entfernung (Luftlinie) bis zum Ortszentrum.

### Stadtgliederung
Kernstadt (29.624 Einwohner):
- Altstadt
- Baßgeige
- Georgenberg mit Kattenberg

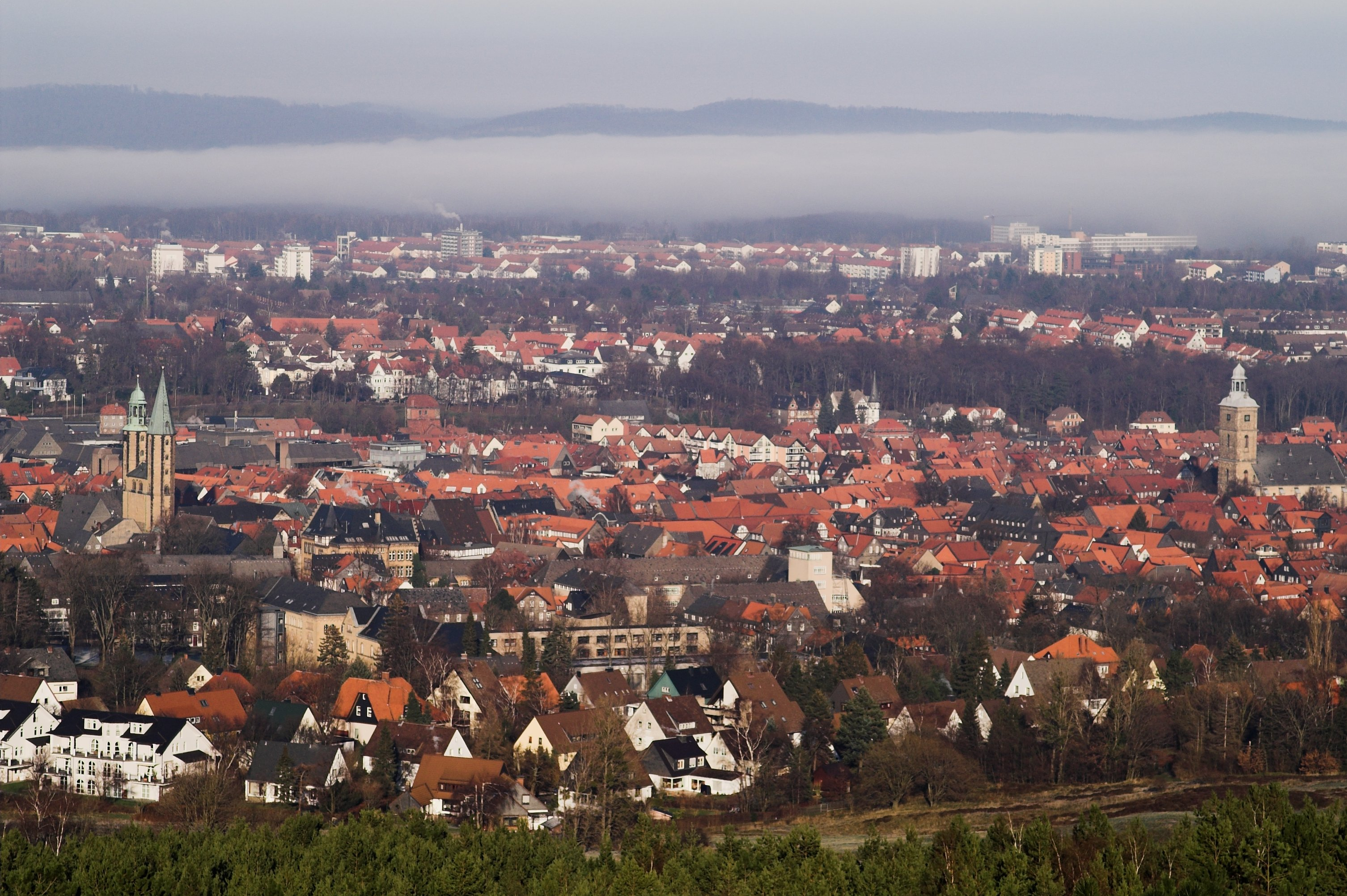
Südansicht vom Maltermeisterturm

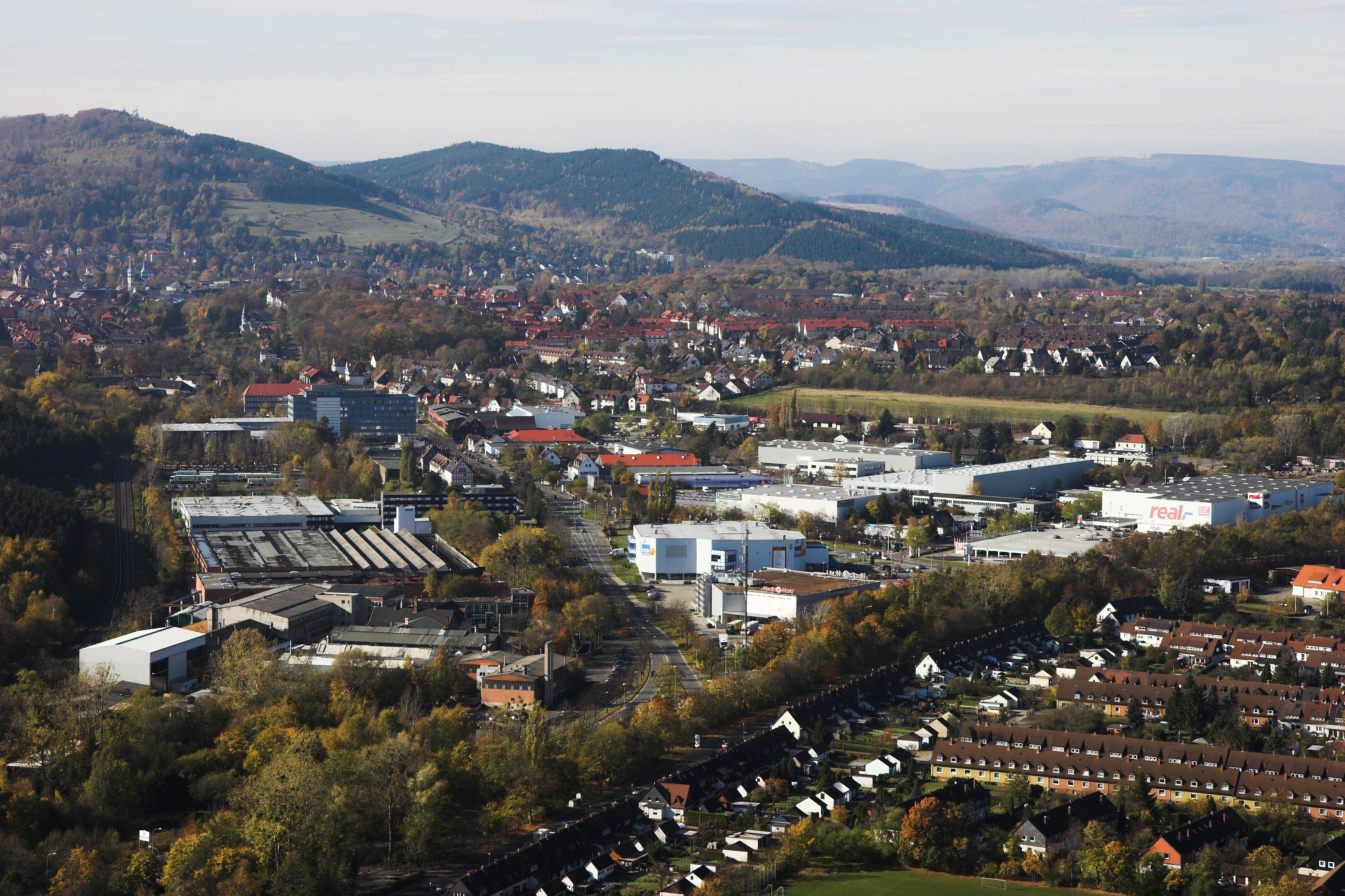
Westansicht vom Sudmerberg

- Jürgenohl mit Fliegerhorst und Kramerswinkel
- Ohlhof mit Gut Ohlhof
- Rammelsberg mit Siemensviertel und Rosenberg
- Steinberg
- Sudmerberg

Ab 1972 eingemeindete Ortsteile mit Einwohnerzahl:
Stand: 30. Juni 2018

## Geschichte

### Anfänge

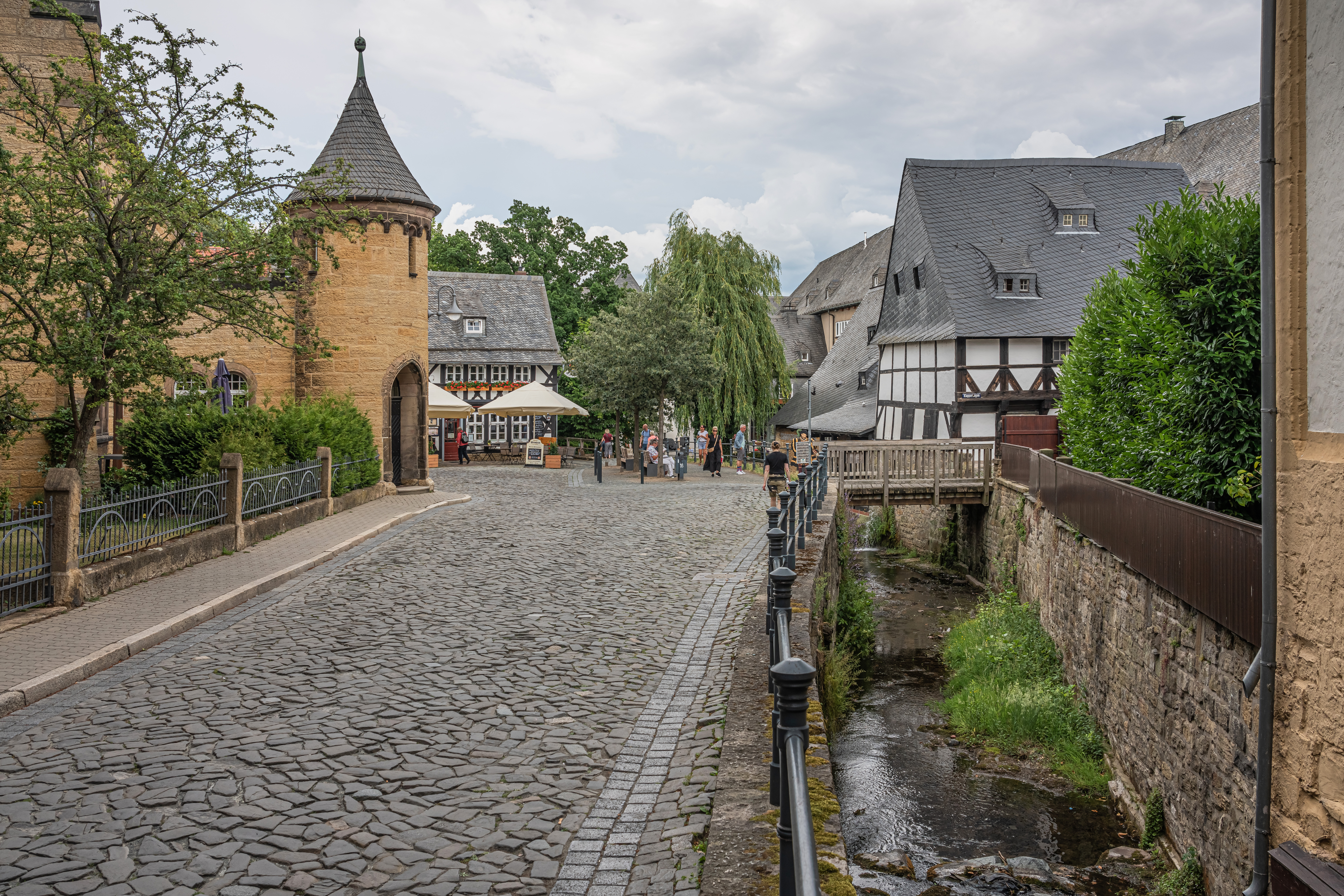
Die Abzucht in der Innenstadt

Seit der Römerzeit war der Harz ein bedeutendes Erzabbau-Gebiet. Daher entstanden hier Siedlungen, in denen das Erz zu Metallen verarbeitet und veredelt wurde. Archäologische Funde aus England belegen, dass viele angelsächsische Grabbeigaben wie ein in London gefundenes Schwert aus Metall des Harzer Erzes gefertigt wurden. Die frühesten Nachweise für den Abbau und die Verhüttung von Rammelsberger Erz konnten dank der archäologischen Ausgrabungen am Herrensitz Düna auf das 3. Jahrhundert n. Chr. datiert werden.
Wahrscheinlich aus mehreren, in dem ursprünglich mit dem Flurnamen „Goslar“ bezeichneten Auetal des Harzflüsschens „Gose“ am Nordrand des Harzes gelegenen Siedlungen entstanden, wird der Ort ab dem 10. Jahrhundert in Schriftquellen genannt. Um das Jahr 1000 wird der Flurname als Ortsname übernommen. Die erste urkundliche Erwähnung ist für Otto II. für das Jahr 979 belegt. 934 wurde wohl bereits eine königliche Burg auf dem Georgenberg errichtet, wobei sowohl die Schriftquelle strittig ist als auch die Lokalisierung der Burg an dieser Stelle; archäologisch-/baugeschichtliche Befunde dazu werden derzeit kontrovers diskutiert. Die Montanarbeiter siedelten im Bergdorf um die Kirche St. Johannis. Die aus Goslarer Silber geprägten Otto-Adelheid-Pfennige bilden den Nachweis für eine sich verbessernde Technologie im Bergbau. Ab dem Ende des 10. Jahrhunderts wurde in Goslar neben dem Kupfer auch Blei und Silber aus dem Erz ausgeschieden. Das früh einsetzende und technologisch immer anspruchsvollere Hüttenwesen benötigte Fachkräfte. Vermutlich sind solche Fachleute, die von den einheimischen Sachsen als „Franken“ bezeichnet wurden, nach Goslar gekommen und haben sich am dann so benannten „Frankenberg“ angesiedelt.

### Goslarer Kaiserzeit

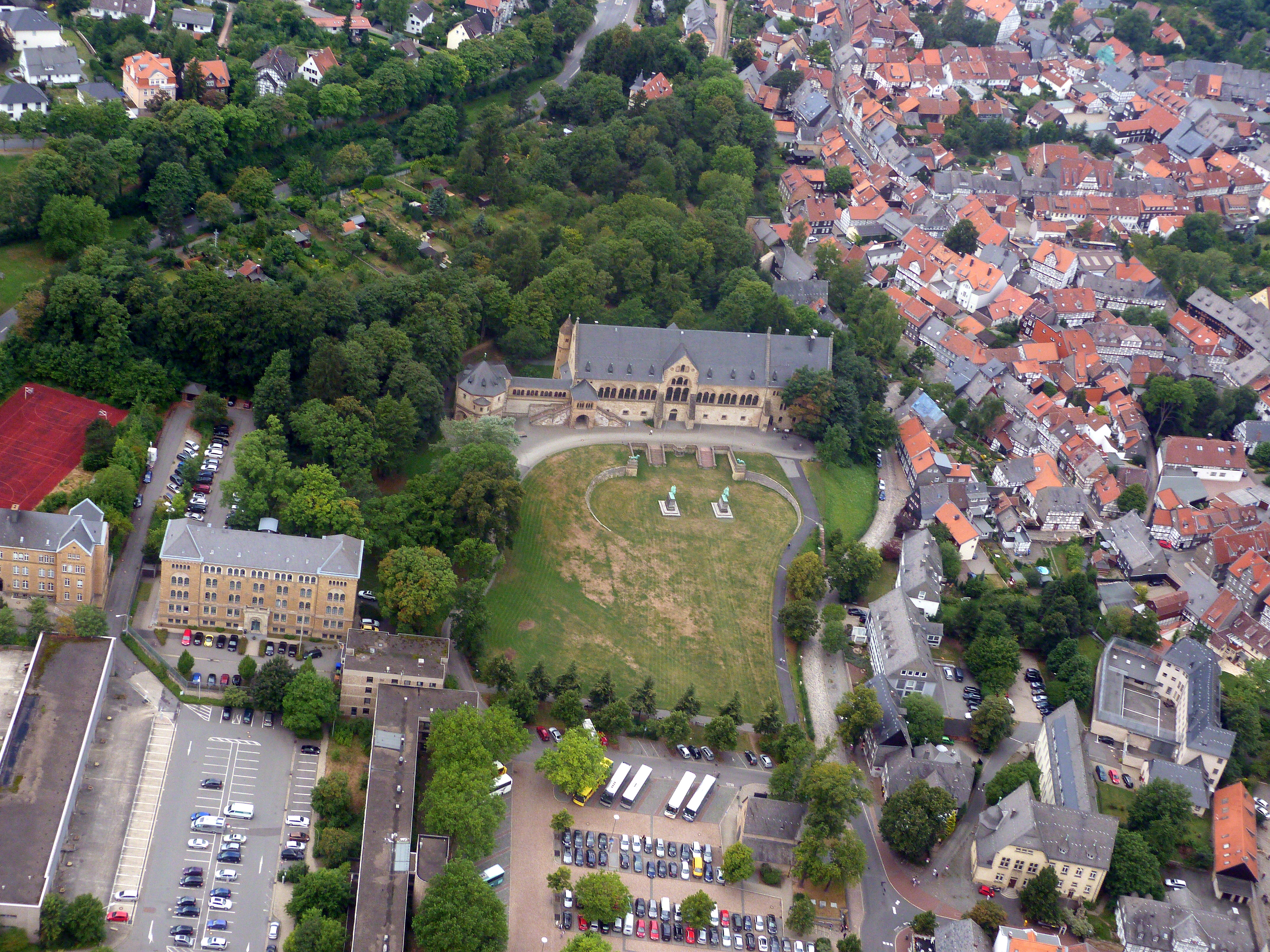
Luftbild der Kaiserpfalz, 2013

1009 begann mit der ersten Reichssynode unter Heinrich II. die für Goslar wichtige Periode als eine zentrale Pfalz des Heiligen Römischen Reiches. Die Pfalz lag wahrscheinlich noch auf dem Georgenberg. Heinrich II. hielt 1015, 1017 und 1019 weitere Hoftage und Synoden in Goslar ab, insgesamt ist der Aufenthalt Heinrichs II. in Goslar sieben Mal nachgewiesen. Die Pfalz Goslar machte der Pfalz Werla den Rang streitig; die bisher dort tagende Stammesversammlung des sächsischen Adels fand seit dem Jahre 1009 in Goslar statt. Unter den Saliern fand die Entwicklung der Stadt zu einem der Zentren des Reiches ihren Höhepunkt.
Schon bei seinem Königsumritt 1024 soll Konrad II. in Goslar das Weihnachtsfest gefeiert und 1025 an der heutigen Stelle den Grundstein zur Kaiserpfalz gelegt haben. Konrad bestätigte auch die Rechte der Goslarer Fernhandelskaufleute. Insgesamt sind von Konrad sechs Aufenthalte in Goslar belegt.
Unter Heinrich III. entwickelte sich seine Lieblingspfalz in Goslar zum Zentrum des Reiches: In 17 Regierungsjahren wurden in Goslar 18 oft mehrmonatige Hoftage abgehalten. 1042 empfing Heinrich III. Peter von Ungarn und eine Gesandtschaft Jaroslavs von Kiew. In den folgenden Jahren setzte er von Goslar aus viele Bischöfe und Herzöge ein. Königin Agnes stiftete 1045 das Petersstift. 1051 wurde die Stiftskirche St. Simon und St. Judas durch Erzbischof Hermann von Köln geweiht, die sich dann zu einer wichtigen Ausbildungsstätte des Reichsepiskopats entwickelte. Zeitgleich wurde die Pfalz um den repräsentativen Saalbau der Aula Regis erweitert. Am 11. November 1050 wurde in Goslar Heinrich IV. geboren. Im September 1056 besuchte Papst Viktor II. Heinrich III. in Goslar und weihte die Stiftskirche erneut. Dieses Treffen manifestierte ein letztes Mal die Einheit zwischen Kaiser und Papst im Sinne der De civitate Dei. Nach seinem Tod, wenige Wochen später, wurde das Herz Heinrichs III. in der Goslarer Stiftskirche St. Simon und St. Judas beigesetzt.
Unter Heinrich IV. blieb Goslars Bedeutung für die Salier ungebrochen. Insgesamt 30 Aufenthalte des Kaisers sind nachgewiesen. 1063 kam es in der Stiftskirche St. Simon und St. Judas zu einem Rangstreit zwischen Abt Wideradus von Fulda und Bischof Hezilo von Hildesheim, der unter den Augen des hilflosen Heinrich IV. mit einem Blutbad in der Kirche endete („Blutpfingsten“). Heinrich IV. setzte für Goslar den ersten Reichsvogt als seinen Vertreter in der Verwaltung des Königsgutes ein. Als die Reichspolitik des Königs und seine langen, für das Land recht kostspieligen Aufenthalte in Goslar den sächsischen Adel gegen ihn aufbrachten, eskalierte die Lage auf der Fürstenversammlung in Goslar 1073 zum Aufstand der Sachsen. Goslar hielt sich in den folgenden Wirren an die Gegenpartei. So fand 1077 unter dem Gegenkönig Rudolf von Rheinfelden ein Fürstentag in Goslar statt. 1081 wurde Hermann von Salm in Goslar zum (Gegen-)König gesalbt. 1105 berief Heinrich V. einen Landtag gegen seinen Vater nach Goslar.
Im 12. Jahrhundert hatte die Stadt etwa das Ausmaß der heutigen Altstadt erreicht und bildete mit dem Kirchenkreuz aus sieben Kirchen, der Stadtbefestigung und dem Ensemble aus Stiftskirche und Pfalz eine Residenzstadt, die von den Chronisten als das „Nordische Rom“ tituliert wurde. 1075 wurde Goslar zum ersten Mal als civitas (Stadt) bezeichnet.
Heinrich V. hielt in Goslar bei zehn Aufenthalten sechs Reichstage ab. Auch unter Lothar III. von Süpplingenburg, Konrad III. und besonders unter Friedrich I. blieb Goslar eine bevorzugte Pfalz. 1136 vernichtete ein Brand ein Drittel der Stadt. Um 1150 wurde der Raths-Tiefsten-Stollen zur Entwässerung des Rammelsbergwerkes fertiggestellt.
1152 belehnte Friedrich I. Heinrich den Löwen mit der Goslarer Reichsvogtei. 1158 schenkte der Kaiser den Goslarer Bürgern den „Kaiserforst“. 1167 wurde Goslar von Heinrich dem Löwen erfolglos belagert. 1173 lehnte Friedrich I. in Goslar die von Heinrich dem Löwen geforderte Belehnung mit der Stadt als Gegenleistung für Gefolgschaft im Italienfeldzug ab. Goslar und der Rammelsberg blieben weiterhin Spielball im Konflikt der Vettern bis zur Ächtung des Löwen. Im folgenden Krieg wurde Goslar 1180 aus der Belagerung durch Heinrich den Löwen vom Kaiser entsetzt. Der Löwe ließ die Hütten und Gruben zerstören, weswegen der Bergbau bis 1209 ruhen musste.
Mit Heinrich VI. nahm die Bedeutung Goslars als Pfalz ab. König Otto IV. belagerte 1198/99 Goslar, musste sich aber vor Philipp von Schwaben zurückziehen. 1206 wurde Goslar (angeblich durch Verrat der Domina des Klosters Neuwerk) von Gunzelin von Wolfenbüttel, einem Gefolgsmann Ottos IV., erstürmt und geplündert.
Unter der Regierung Friedrichs II. fand der letzte Reichstag in Goslar statt, auf dem ein Ausgleich zwischen Staufern und Welfen gefunden wurde. Mit den Besuchen von Wilhelm von Holland in den Jahren 1252 und 1253 endete Goslars Zeit als Königspfalz.

### Spätes Mittelalter

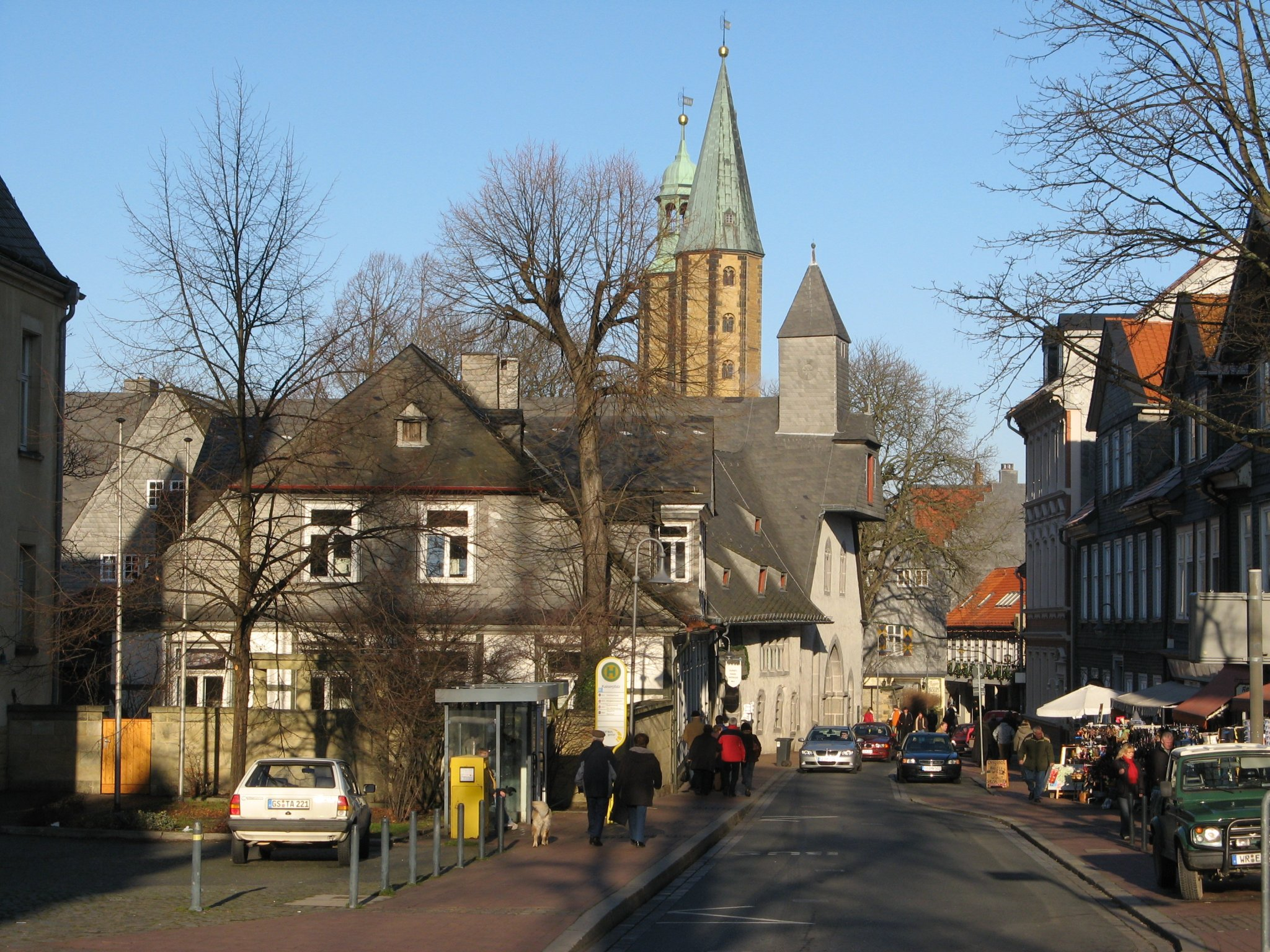
Innenstadt

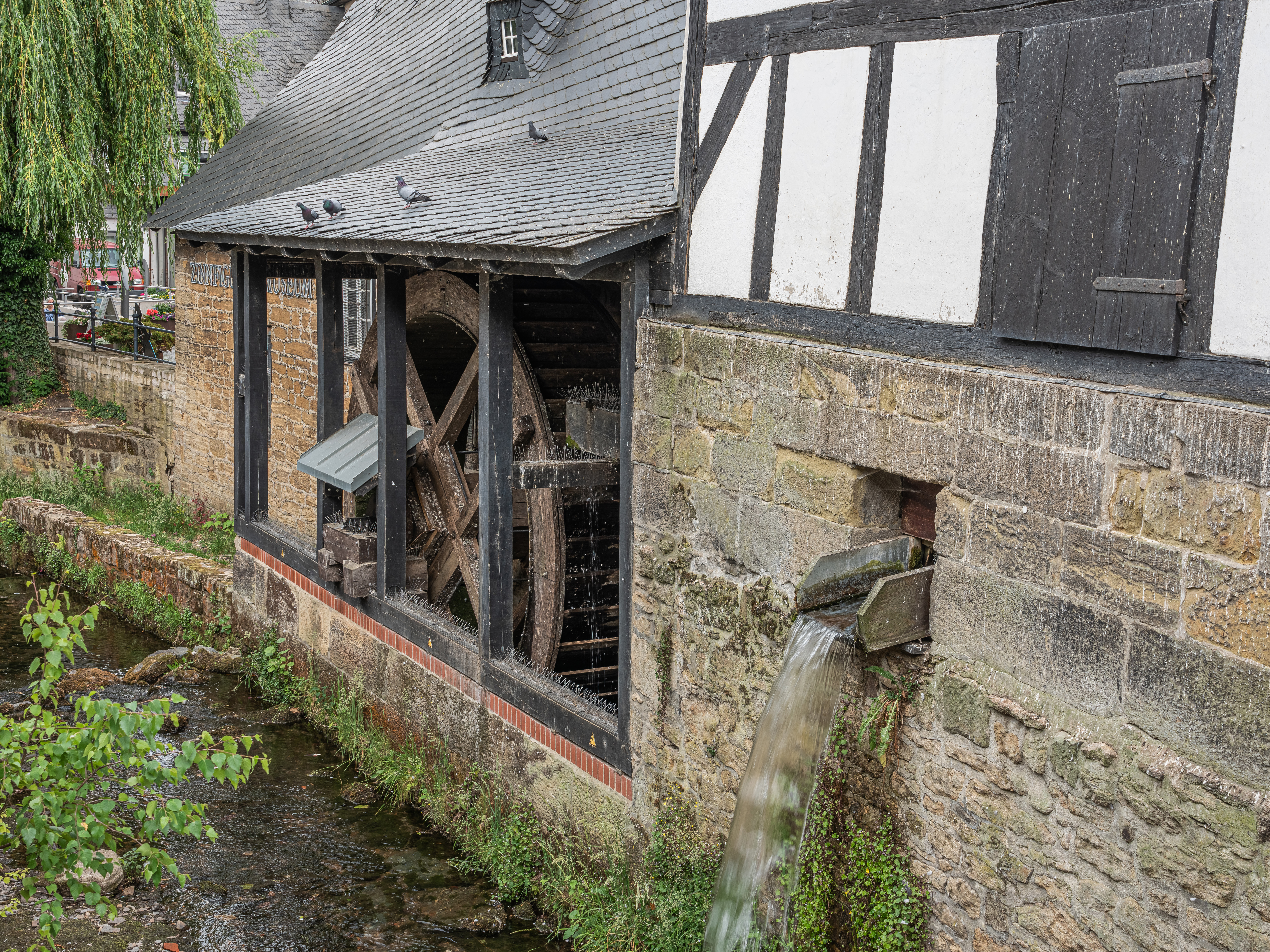
Lohmühle

Mit dem Rückzug der Kaiser aus dem nördlichen Reichsteil begann der Aufschwung zur städtischen Unabhängigkeit. Nach Gewährung der Goslarer Stadtrechte, die aus den Rechten für die Fernhandelskaufleute von 1025 hervorgingen, bemühte sich der 1219 erstmals erwähnte Rat um stete Anerkennung der Rechte und Ausweitung der städtischen Befugnisse. Die Kaufleute, die mit dem Ministerialadel den Rat stellten, wurden zunehmend selbstbewusster. Im Fokus der Bemühungen stand der Erwerb der Berg- und Vogteirechte.
Seit 1235 geriet aufgrund fehlender Entwässerungstechnik der Bergbau am Rammelsberg in eine Krise, die zu reinem Nachleseabbau führte. Der Kupferhandel blieb zwar aufrechterhalten, die Erträge jedoch nahmen ab. Diese Schwäche des Bergbaus nutzte die Worthgilde zum Ausbau ihrer politischen Macht innerhalb des Rates.
Ab 1267 bis 1566 gehörte Goslar dem Städte- und Kaufmannsbund der Hanse an. Spätestens aus dieser Zeit stammt auch die Alte Harzstraße. Goslar nutzte die Hanse allerdings mehr als politisches Instrument, um sich gegenüber seinen Nachbarn zu behaupten, als dafür, aus dem Fernhandel Profite zu ziehen. Besonders die Wahrung der inneren Ordnung und Ratsverfassung war Anliegen der Goslarer Hansepolitik. Als sich Goslar nicht mehr in ausreichendem Maße geschützt sah, zog es sich zugunsten regionaler Bündnisse zurück. Wichtig war für Goslar vor allem der Kupfer- und Silberhandel, seit dem 13. Jahrhundert aber auch der Bierexport. Ab 1323 ist zudem der Schieferabbau und ab 1468 die Vitriolherstellung urkundlich belegt. Besonders der Handel mit Städten der Region, Sachsens, Thüringens und mit Köln war wichtig, weswegen der hansische Handel für Goslar nie die höchste Priorität besaß.

### Reichsstadt
1290 gelang es dem Rat, die wichtigsten Vogteirechte übertragen zu bekommen. Goslar war nun eine freie Reichsstadt. Rat und Gilden einigten sich zudem in einem Vergleich auf eine Zusammensetzung des Rates aus Kaufmanns-, Münzer-, Krämer-, Bäcker-, Schuhmacher- und Knochenhauergilde. Zudem wurden die Montanen (Bergleute) und Silvanen (Waldarbeiter) und mit ihnen das Bergdorf an die Stadt gebunden. Institutionen wie die Sechsmannen der Silvanen und Montanen gingen allmählich im Rat auf. Größere Verfassungskämpfe gab es erst wieder 1460, da die kleinen Gilden und Gemeinen auch an der politischen Macht partizipiert werden wollten. Im Mühlen- und Hallenstreit 1290 bis 1293 konnte sich der Rat gegenüber den Stiften und Klöstern durchsetzen und die kirchlichen Einflüsse in der Stadt zurückdrängen.
Mit der Verleihung des Heerschildrechts 1340 durch Ludwig IV. wurden die Rechte Goslars um das passive Lehensrecht erweitert. 1348 und 1413 wurden die letzten Vogteireichte an die Stadt verliehen. Ab 1366 war der Vogt nur noch städtischer Beamter. Um 1340 wurde das Goslarer Stadtrecht in fünf Büchern kodifiziert. Das Goslarer Recht strahlte weiter über die Stadtgrenzen hinaus und wurde von anderen Städten angenommen. In Rechtszweifeln wurde Goslar zu einem angesehenen Schöffenstuhl.
Pestepidemien wüteten 1348, 1376 und 1377. Judenpogrome oder andere Ausschreitungen blieben jedoch aus.

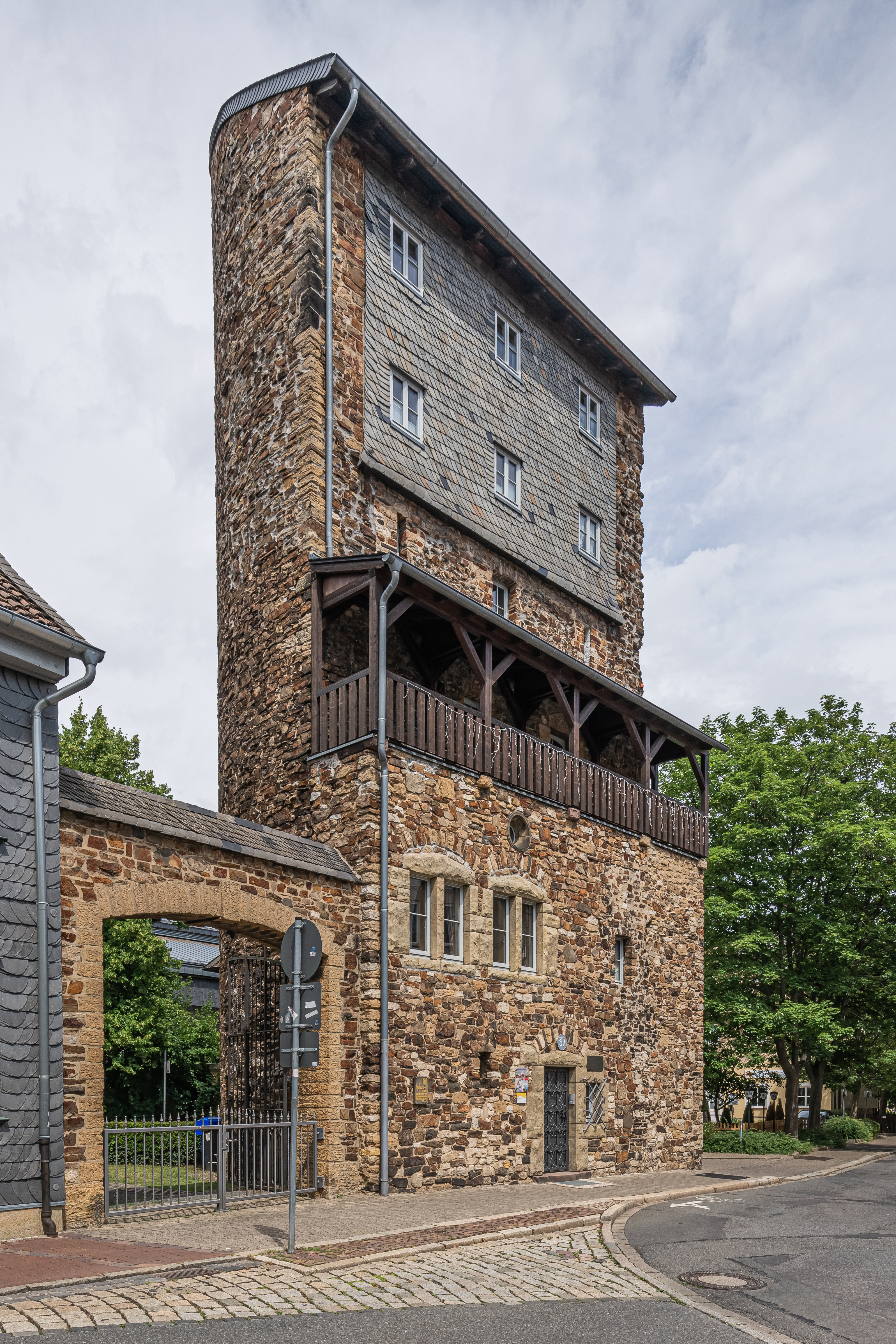
Weberturm, Teil der ehemaligen Stadtbefestigung

Die 1235 auf die Braunschweiger Welfen übergegangene und 1296 an die Ritter von der Gowische verpfändete Berggerichtsbarkeit und der Bergzehnt wurden von den Sechsmannen 1356 übernommen und gingen von diesen auf den Rat über. 1359 entstand das Goslarer Bergrecht. Infolge dieser Entwicklung bemühte sich der Rat ab 1360 um eine Lösung der Entwässerungsfrage, um den inzwischen fast ganz zum Erliegen gekommenen Bergbau zu reaktivieren. 1407, 1418 und 1432 versuchte der Rat im Verbund mit auswärtigen Investoren und verschiedenen Bergmeistern das Sümpfen der Gruben. Claus von Gotha gelang 1453 bis 1456 ein Teilerfolg mit der Heinzenkunst. Bis 1471 erholte sich der Bergbau so weit, dass der Rat neue Abgaben für die Gewerke einführte und schließlich alle Anteile der Eigner kaufte. Ab 1478 wurde zudem durch das neue Seigerverfahren die Verhüttung der Metalle erleichtert. Versuche der Braunschweiger Herzöge, das Pfand für den Rammelsberg wieder einzulösen, konnte die Stadt 1477 und 1484 verhindern. Goslar erlebte durch die Einnahmen aus Bergwerk und Hütten einen großen Aufschwung. Bis 1511 gelang es dem Rat, alleiniger Besitzer aller Gruben am Rammelsberg zu werden.
Im 14. Jahrhundert war Goslar eine der ganz wenigen Städte, die durch ein Holzröhrensystem alle Hausgrundstücke mit einem Wasserleitungsanschluss versehen konnte, so dass die Küchen über fließendes Wasser verfügen konnten und es nicht in einem Brunnen holen mussten.
In der Folge des um sich greifenden Raubritter- und Fehdewesens im 15. Jahrhundert baute Goslar seine Befestigungen bis 1519 aus und beteiligte sich an verschiedenen Bündnissen oder griff selbst zu den Waffen. Als verbissener Gegner erwies sich auf der Harzburg 1411/12, in Wiedelah und Lutter 1427 und in einer Adelsfehde 1472 die Familie von Schwicheldt. Ebenso gingen von den Braunschweiger Herzögen immer wieder Gefahren aus. Goslar beteiligte sich an Schutzbünden und der Hilfe für durch innere Unruhen oder Räuber bedrängte Städte. Als besonders bedeutsam erwies sich der Sächsische Städtebund. Ferner versuchte die Stadt, durch Schutzverträge benachbarte Fürsten in die Pflicht zu nehmen.
Um das Jahr 1520 war Goslar eine aufstrebende Stadt, die es verstand, ihr Gebiet und ihre Rechte zu erweitern. Aus Berg-, Hütten- und Forsteinkünften entstand ein Wohlstand, der sich auch in einer regen Bautätigkeit im Stadtzentrum widerspiegelte.

### Die Reformation und der Konflikt mit Herzog Heinrich d. J.

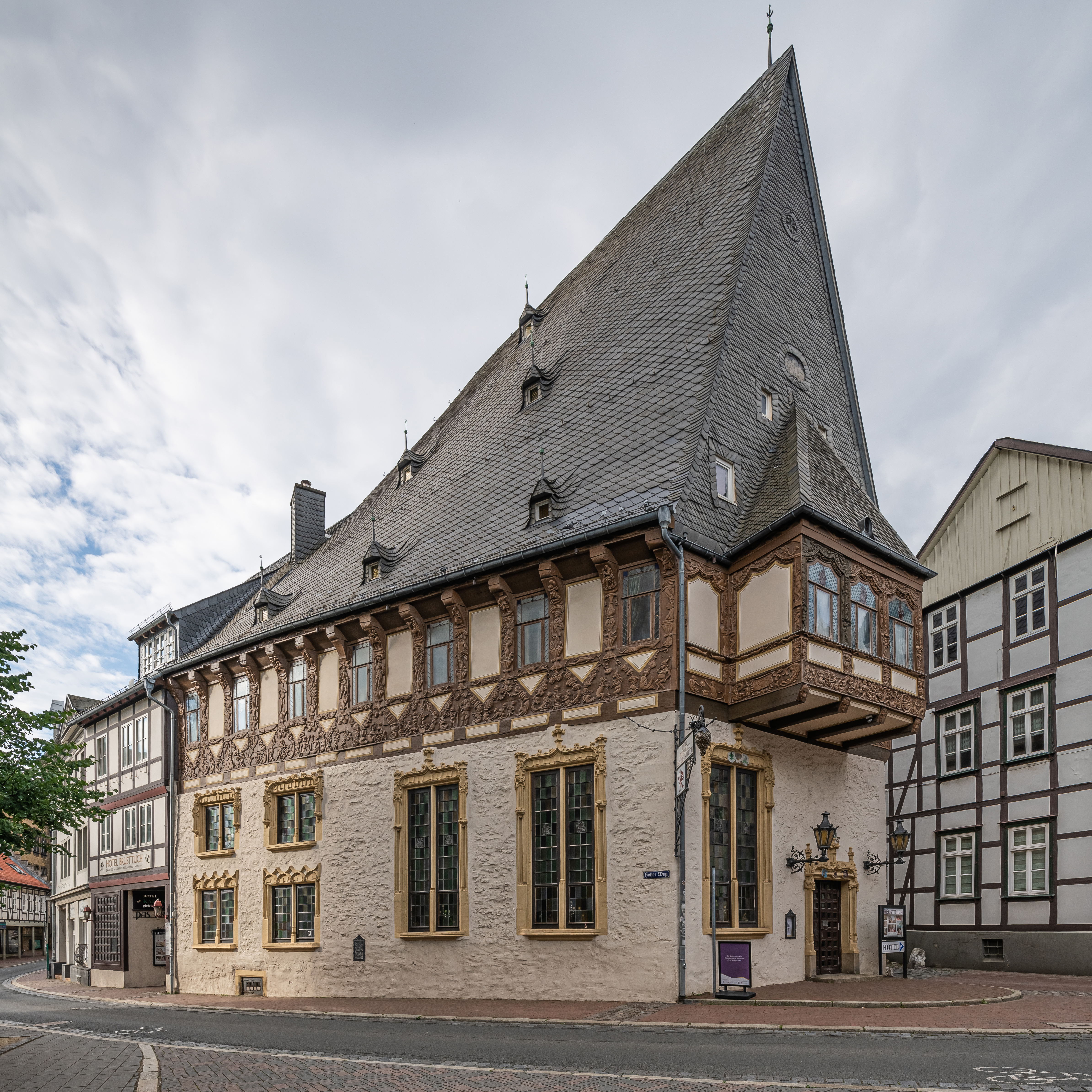
„Brusttuch“ (ehemaliges Patrizierhaus aus dem Jahre 1521)

Durch den wieder florierenden Bergbau und durch die Gewinne aus der Hildesheimer Stiftsfehde dazu in der Lage geworden, zahlte Herzog Heinrich d. J. von Braunschweig-Wolfenbüttel 1527 die Pfandsumme für Berggericht und Bergzehnt (24.663 Gulden) zurück und nahm den Rammelsberg und einen Großteil der Forsten, die er bereits zuvor ausgelöst hatte, wieder für Braunschweig-Wolfenbüttel in Besitz. Aus dem Widerstand gegen das Vorgehen des Herzogs ging ein bis 1552 fortlaufender Kleinkrieg zwischen Goslar und dem Welfen hervor. Die Stadt legte gegen den Herzog Klage beim Reichskammergericht ein, der 1528 auch weitestgehend stattgegeben wurde.
Als Heinrich d. J. mit einem Heer vor die Stadt zog, kam es 1527 zu Ausschreitungen gegen herzogliche Bedienstete und zur Zerstörung der vor den Mauern gelegenen Klöster St. Georg, St. Peter und Zum Heiligen Grabe sowie der Kirche St. Johannes im Bergdorf (Goslarer Unruhen 1527). Das wegen dieser Zerstörung von Heinrich d. J. angestrengte Verfahren wegen Landfriedensbruchs führte endlich 1540/1541 zur Verhängung der Reichsacht gegen Goslar.
Nachdem 1526 auch unter dem Eindruck der äußeren Bedrohung nach erbittertem Widerstand von der kaisertreuen Ratsfraktion die Reformation eingeführt wurde, berief der Rat 1528 Nikolaus von Amsdorf nach Goslar und richtete unter dessen Leitung eine städtische Lateinschule ein. 1531 verfasste Amsdorf die erste Kirchenordnung.
Der Konflikt mit dem Herzog spitzte sich weiter zu, indem der Herzog Weisungen und Vermittlungsversuche von Kaiser und Reich ignorierte und Gewalt gegen die Goslarer Bürger einsetzte. Durch seine Mittelsmänner führte er Fehden und Blockaden gegen die Stadt und ließ Goslarer Reichstagsdelegierte wie 1530 von Dellingshausen überfallen und verschleppen.
Goslar sah sich durch den Kaiser nicht mehr ausreichend geschützt und trat daher 1536 dem Schmalkaldischen Bund bei, was Goslar in der Folge eine kurze Verschnaufpause einbrachte. Als Herzog Heinrich d. J. 1540 mit der Durchführung der Reichsacht betraut auch nach der Aufhebung derselben gegen Goslar vorging, intervenierte der Schmalkaldische Bund und besetzte das Herzogtum Braunschweig-Wolfenbüttel. Die Führer des Schmalkaldischen Bundes propagierten mit ihren in Goslar geprägten Schmalkaldischen Bundestalern den Sieg des Bundes über den Herzog von Braunschweig. Mit dem Sieg Kaiser Karls V. bei Mühlberg 1547 entfiel dieser Schutz allerdings, sodass Heinrich d. J. wieder die Repressalien gegen Goslar aufnehmen und 1552 mit 600 Reitern, 1700 Landsknechten sowie 500 Schanzgräbern die Stadt belagern konnte. Nach den ersten Schüssen kam es zu Verhandlungen, an deren Ende der Riechenberger Vertrag mit dem Verzicht der Stadt auf Bergzehnt, -gericht, Vorkaufsrecht und weite Teile der Forsten stand.

### Vom Riechenberger Vertrag bis zum Ende der Reichsunmittelbarkeit

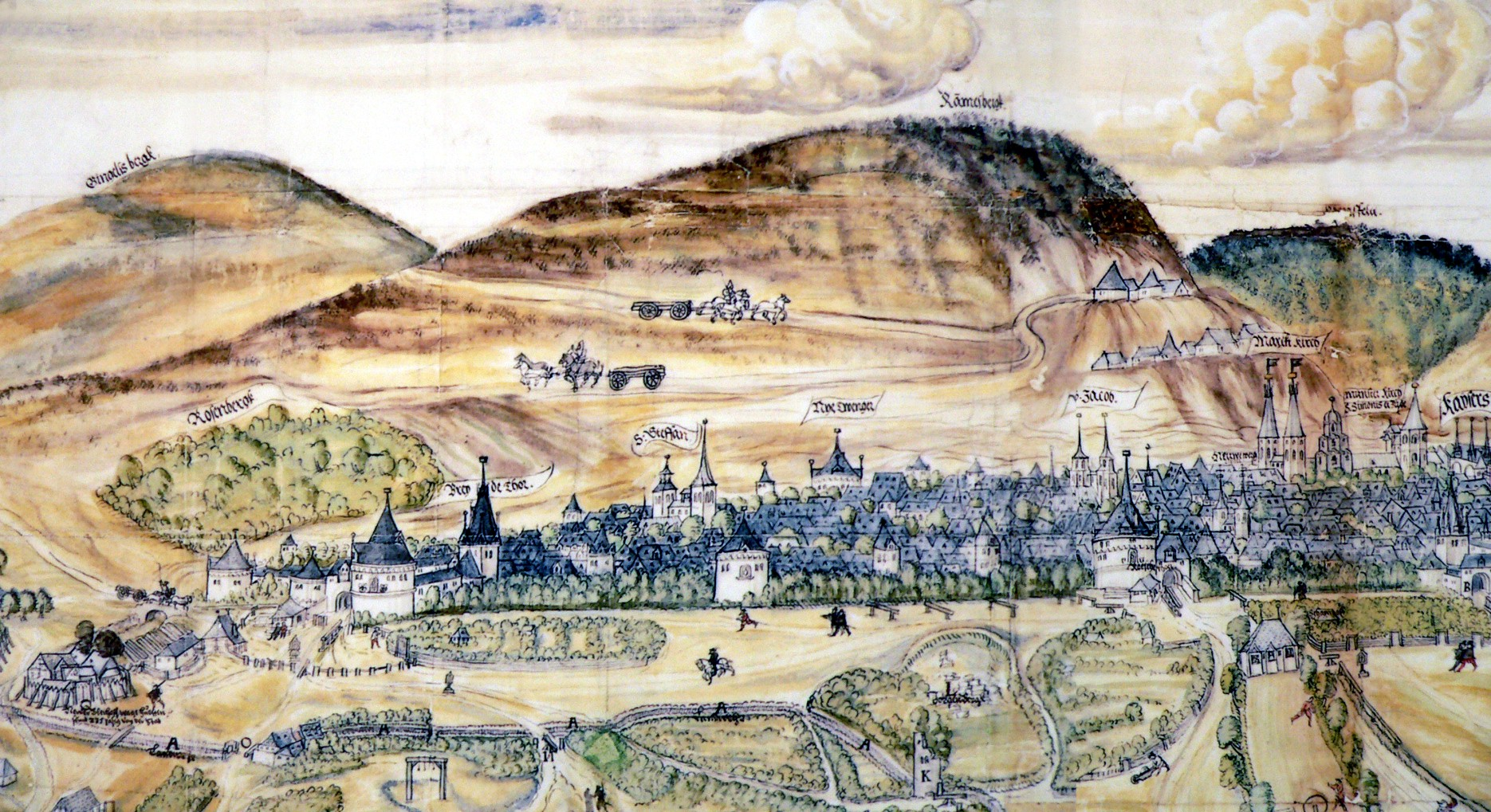
Goslar und der Rammelsberg, 1574

Als Folge des Riechenberger Vertrages gestalteten Herzog Heinrich d. J. und ab 1568 sein Sohn Herzog Julius mit Oberverwalter Christoph Sander das Unterharzer Berg- und Hüttenwesen unter betriebswirtschaftlichen Gesichtspunkten um. Die Stadt Goslar wurde in diesem Prozess nach und nach als Gewerke aus dem Berg- und Hüttenwesen verdrängt. Durch Beerbung des Raths-Tiefsten-Stollens durch den Tiefen-Julius-Fortunatus-Stollen und den Ankauf oder die Verlegung der Hütten durch den Herzog bis 1575 verlor die Stadt weitere Einkunftsquellen. Die Vitriolsiedung blieb für den Rat ein einträgliches Geschäft, bis auch diese 1556 durch den Herzog eingeschränkt wurde. Das Goslarer Bier entwickelte sich zu einem weiteren wichtigen Wirtschaftsstandbein. Versuche der Braunschweiger Herzöge, Goslar in ihr Territorium einzugliedern, also aus der seit 1552 anhaltenden Schutzherrschaft in eine direkte Herrschaft umzuformen, wurden von den Goslarern 1582, 1605/06 und 1614/15 entschieden zurückgewiesen. Der Rat der Stadt unterzeichnete 1580 die lutherische Konkordienformel von 1577.
Zwischen 1530, als der erste überlieferte Hexenprozess gegen Venne Richerdes stattfand, und 1657 fielen etwa 28 Menschen der Hexenverfolgung zum Opfer.
1600–1647 war Magister Johannes Nendorf Rektor der Ratsschule; er sorgte dafür, dass außer den Bürgersöhnen auch regionale Adelssöhne, aber auch Schweden und Livländer die Schule besuchten.

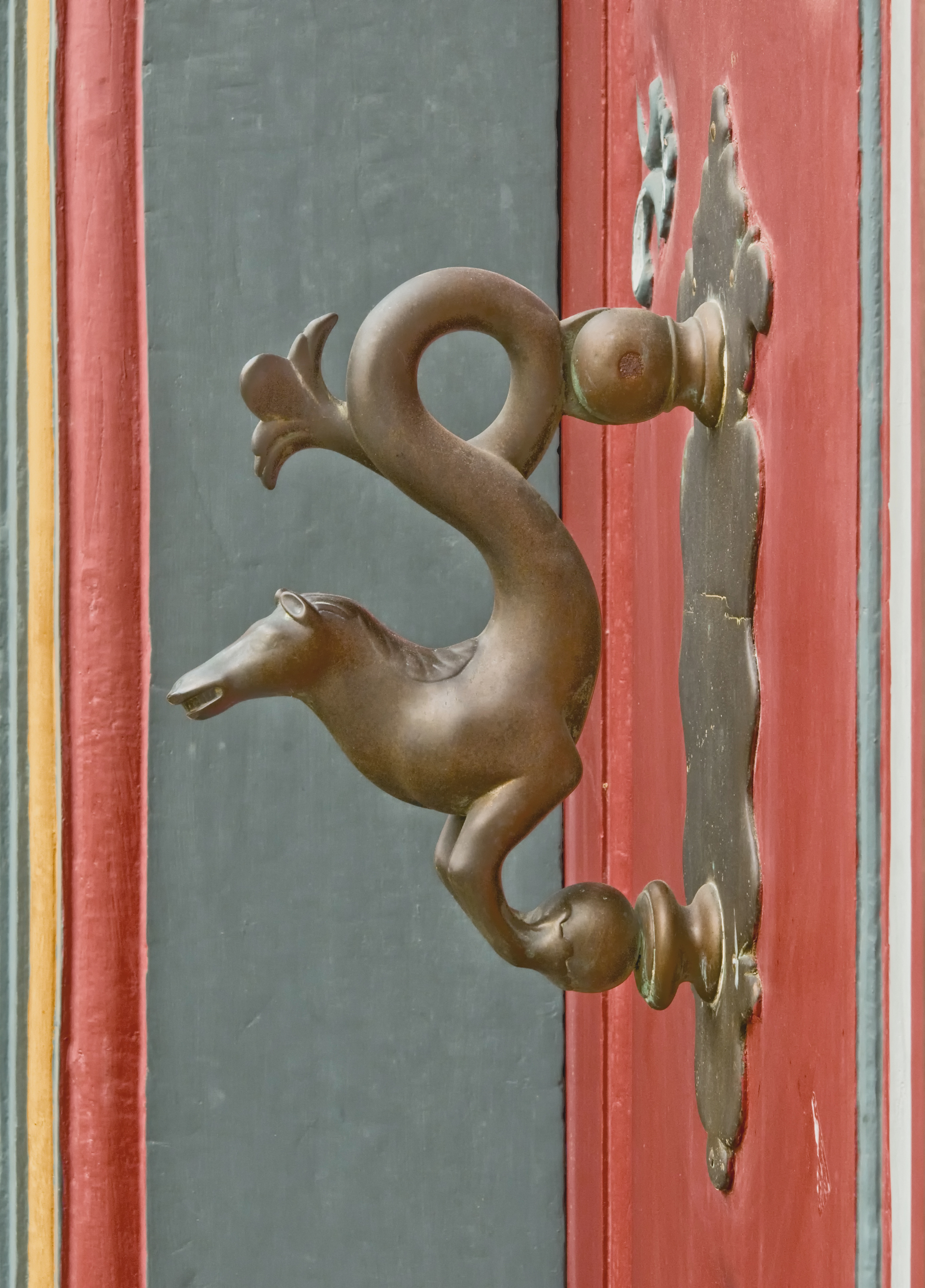
Türklopfer „Braunschweiger Pferd“ in der Innenstadt an der Haustür eines Fachwerkhauses aus dem Jahr 1719

Während des Dreißigjährigen Krieges versuchte Goslar zunächst Neutralität zu wahren, tendierte aber eher zur kaiserlichen Partei. Am 4. Februar 1622 kam es im Zusammenhang mit der Teuerung der „Kipper-Wipperzeit“ zu einem Aufstand unter Führung der Leineweber gegen das Stadtregiment, der zwar im letzten Moment noch geschlichtet werden konnte, aber dennoch zu Übergriffen gegen die Münzer und die Juden führte. Das Haus des Münzmeister Claus Oppermann wurde geplündert und der Münzmeister Hans Laffers wurde 1625 schließlich entlassen. Die Versuche Christians d. J. von Braunschweig-Wolfenbüttel, sich der Stadt in der Nacht zum 5. März und zum 15. März 1626 zu bemächtigen, wurden abgewehrt. Stattdessen unterhielten der Rat und besonders der Bürgermeister Henning Cramer von Clausbruch Kontakte mit Graf Tilly, Albrecht von Wallenstein und dem Hof in Wien, um einerseits die Stadt vor Schaden zu bewahren und andererseits eine Revision des Vertrags von Riechenberg zu erreichen. Im Rahmen des Restitutionsediktes 1629 wurden die Klöster den katholischen Orden zurückgegeben und Domstift und Kaiserhaus 1630 an die Jesuiten überschrieben, die dort mit dem Aufbau eines Kollegs begannen. Mit dem Vormarsch Gustav II. Adolfs wurde Goslar 1632–1635 von schwedischen Truppen besetzt. In den Verhandlungen zwischen Kaiser Ferdinand III. und Herzog August von Braunschweig, die im Goslarer Akkord vom 16. Januar 1642 endeten, wurde Goslars Kaisertreue nicht belohnt; der Rammelsberg blieb bei den Welfen.
1655 wurde eine neue Kanzleiordnung erlassen, die die Zahl der Prozesse und deren Dauer minimieren sollte. Schwelende Konflikte der nicht am Rat beteiligten Bürger gegen das Stadtregiment führten ab 1666 zu Verfassungskämpfen um Ratsbeteiligung, die mit einem Vergleich des Vermittlers Theobald Freiherr von Kurzrock beigelegt werden sollten. Der Vergleich brachte trotz der Einrichtung des Gemeine-Rates aber nicht den erhofften Ausgleich.

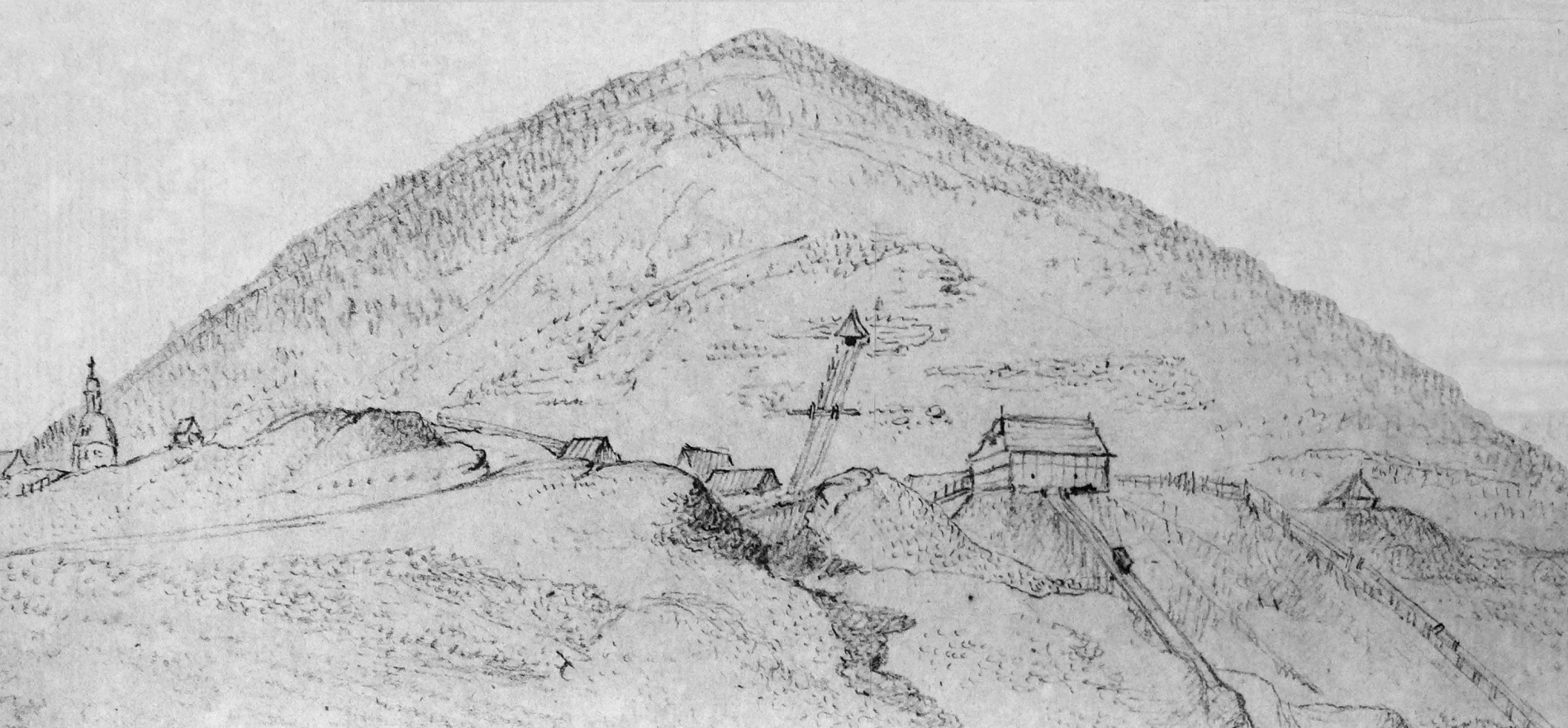
Die Bergwerksanlagen am Rammelsberg, 1784
(Zeichnung von Georg Melchior Kraus für Johann Wolfgang von Goethe)

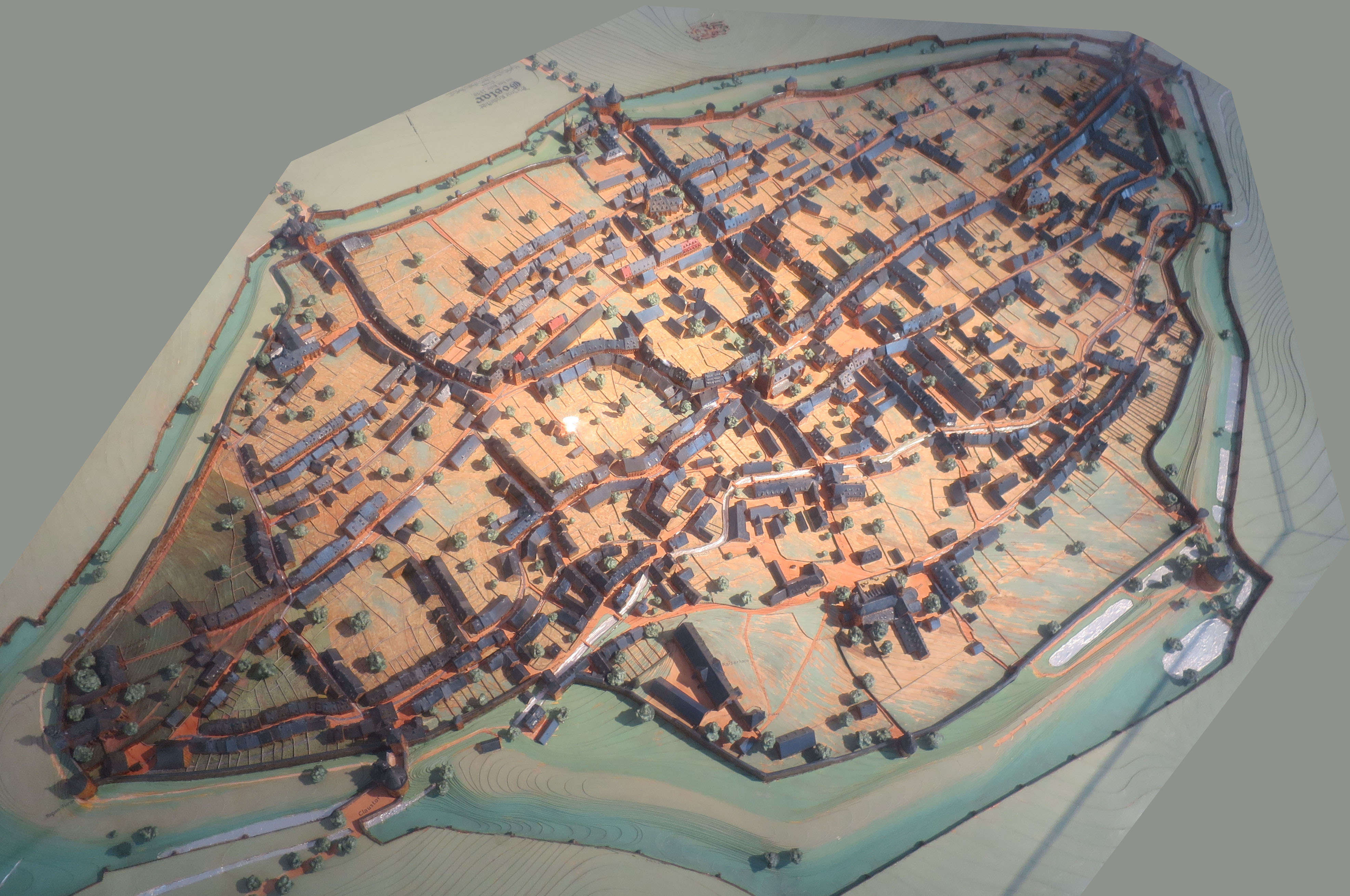
Modell der Stadt Goslar um 1800

An den Kriegen des 18. Jahrhunderts war Goslar nur durch Steuern und Truppeneinquartierungen beteiligt. Zerstörungen durch Soldaten oder Krieg blieben aus. Versuche der Braunschweiger Herzöge, sich der Stadt jenseits des Erbschutzvertrages zu bemächtigen, wurden zurückgewiesen.
Siege der kaiserlichen Partei und Inthronisierung der jeweiligen Kaiser wurden in Goslar mit Prunk gefeiert. Die Huldigung gegenüber Joseph I. 1705 wurde von Graf Schwarzburg in Goslar entgegengenommen und führte durch die Feierlichkeiten zur vorübergehenden Zahlungsunfähigkeit der Stadt.
1728 und 1780 kam es zu großen Stadtbränden. Der Brand 1728 zerstörte die Stephanipfarrei mitsamt der Kirche, die durch Spenden bis 1734 im Barockstil wiedererbaut werden konnte. In der Nacht vom 22. auf den 23. März 1780 verwüstete ein Feuer den Marktbezirk bis zum Schuhhof und zerstörte dabei über 400 Häuser.
Unter dem Syndikus Jakob Gottlieb Sieber geriet Goslar ab 1762 noch mehr als vorher in Verschuldung und Misswirtschaft. Goethe charakterisierte die Stadt nach einem Besuch 1777 als „eine Reichsstadt, die in und mit ihren Privilegien vermodert.“
Gegen diese Entwicklung wandte sich ab 1773 Johann Georg Siemens mit einem strengen Reformkurs. Durch Aufhebung und Verpachtung der Befestigungen, Sparkurs, Lastenumverteilung und eine Verwaltungsreformen verbesserte er insbesondere in den 1790er Jahren die finanzielle Lage der Stadt.
1802 wurde Goslar von Preußen als Entschädigung für verlorene linksrheinische Gebiete übernommen und 1803 verlor die Stadt im Reichsdeputationshauptschluss offiziell die Reichsunmittelbarkeit.

### Provinzstadt – Kurort – „Pensionopolis“

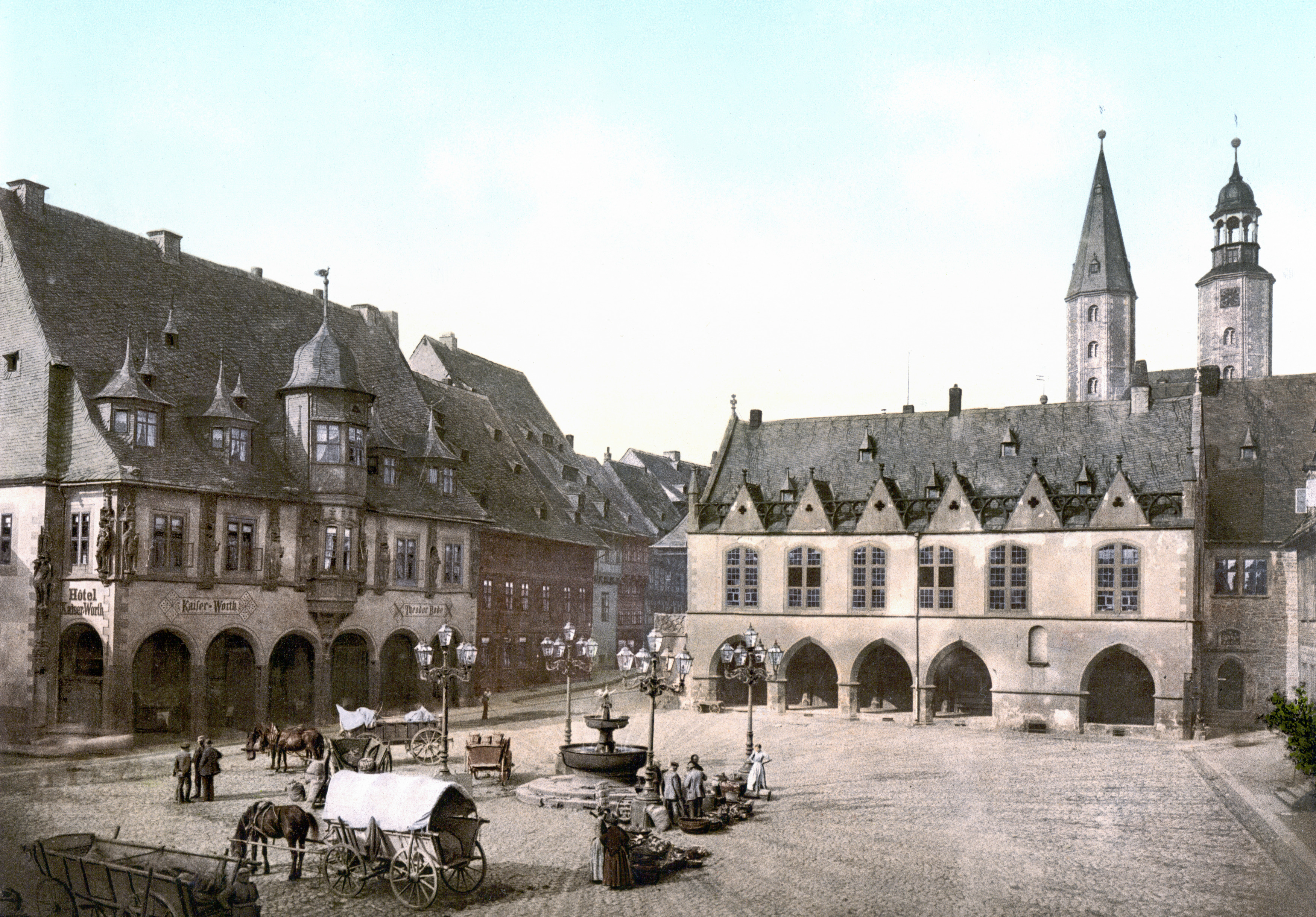
Hotel Kaiserworth um 1895

Von dem preußischen Rat Christian von Dohm wurden die Siemens’schen Reformen weiter vorangetrieben und ergänzt.
Nach der preußischen Niederlage im Krieg von 1806/07 fiel Goslar an das Königreich Westphalen, bis es 1813 von Preußen wieder in Besitz genommen wurde. Während des Wiener Kongresses war Goslar Spielball zwischen Hannover und Preußen, ging aber nach einigem Wechselspiel an das Königreich Hannover über. Goslar war zu dieser Zeit eine verarmte Provinzstadt mit einer kleinen Jägergarnison.
1819 wurde der Dom auf Abbruch verkauft und 1820–1822 bis auf die Vorhalle abgetragen. Heinrich Heine, der voller Erwartungen Goslar im Rahmen seiner Harzreise 1824 besuchte, schrieb darüber enttäuscht: „Wir leben in einer bedeutungsschweren Zeit: Tausendjährige Dome werden abgebrochen und Kaiserstühle in Rumpelkammern geworfen.“ Auch sonst bekam Goslar von Heine viel ironische Bissigkeit und Schärfe zu spüren: „Ich fand ein Nest mit meistens schmalen, labyrinthischen Straßen, […] und ein Pflaster, so holprig wie Berliner Hexameter. […] Das Rathaus zu Goslar ist eine weißangestrichene Wachtstube.“
Einen Aufschwung erhielt die Stadt erst durch den Schuhmacher Friedrich Lampe, der in Goslar ab 1842 ein bekanntes Kräuter-Heilbad einrichtete. Zu seinen Kurgästen zählte u. a. die hannoversche Königsfamilie. Jährlich besuchten bis zu Lampes Tod am 1. April 1866 rund 4000 Heilbedürftige das Bad.

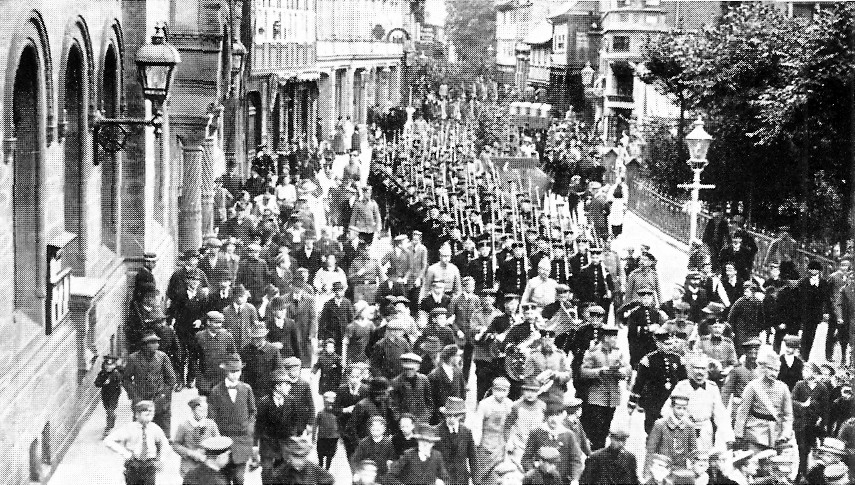
Goslarer Jäger ziehen in den Ersten Weltkrieg

Nach dem Krieg von 1866 wieder preußisch, wurde Goslar ein beliebter Alterswohnsitz für pensionierte Städter. Berliner, Hannoveraner und Braunschweiger ließen sich besonders im Boom der Gründerzeit Villen an Steinberg und Georgenberg bauen.
Es wurde Garnisonsstadt des neu aufgestellten Hannoverschen Jäger-Bataillons Nr. 10. Der von den Hohenzollern geförderte Historismus bewirkte, dass die Kaiserpfalz ab 1868 restauriert und mit den Wandbildern von Hermann Wislicenus zu einem Nationaldenkmal ausgebaut wurde.
Der Erste Weltkrieg und die nachfolgenden Wirren ließen diese Entwicklung erlahmen.
Goslar sollte zu Gunsten von Hildesheim seinen Status als Garnison verlieren. Hildesheims Verhalten während des Kapp-Putsches gab jedoch den Ausschlag dafür, dass Goslar auch weiterhin Garnisonsstadt blieb.

Hotel Kaiserworth, 1907
Frankenberger Plan, 1907
Kaiserpfalz, 1907
Rathaus, 1907

### Weimarer Republik und Drittes Reich

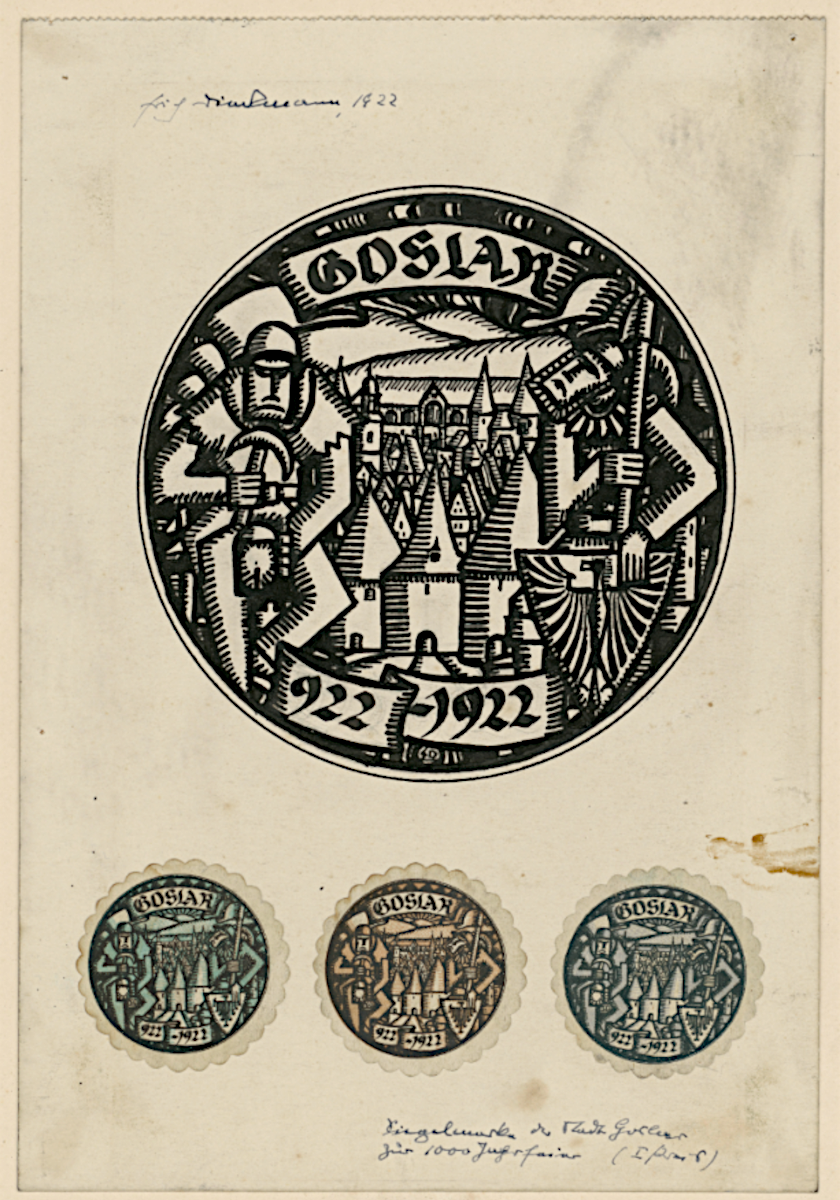
Grafik Siegelmarke 1000 Jahre Stadt Goslar, Entwurf Erich Dieckmann Möbeldesigner des Bauhauses (1896–1944)

Obgleich die 1000-Jahr-Feier 1922 noch als großes Volksfest begangen wurde, zeigten sich schon in Paralleldeutungen des Riechenberger und Versailler Vertrages Vorboten des Kommenden. Dass die konservativen Kräfte in gewissen Teilen der Bevölkerung stärker waren als der Wille zum demokratischen System, bewies auch der Goslarer Schulfall von 1929 mit der Ablehnung von schwarz-rot-goldenen Siegeszeichen eines Schulsportwettkampfes.

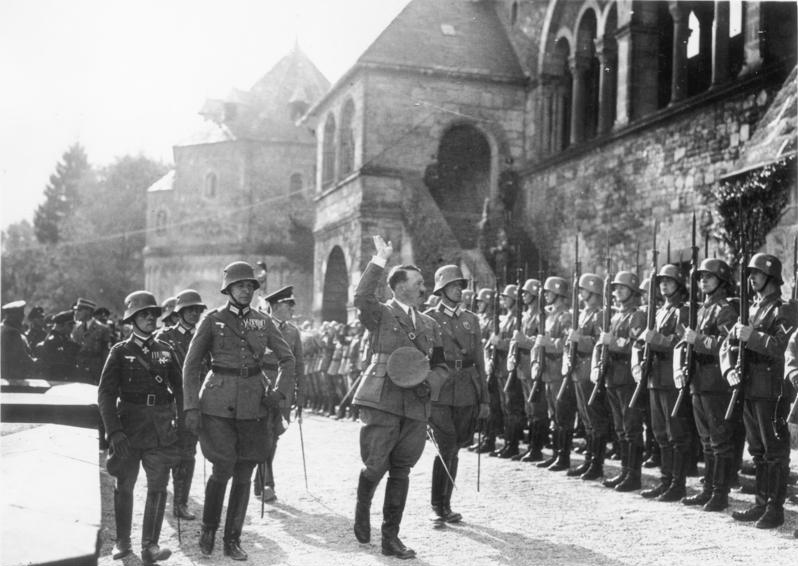
Erwin Rommel (links) und Hitler schreiten eine Kompanie an der Kaiserpfalz ab, 30. September 1934

Bald nach Hitlers Machtübernahme wurde die Stadt Goslar zu einem Vorzeigeort für die nationalsozialistische Propaganda. Walther Darré fasste den Beschluss, Goslar 1934 zum Sitz des Reichsnährstandes und 1936 zur „Reichsbauernstadt“ zu erheben. Die Entwicklung zum Ort des Reichsbauernstandes erschöpfte sich darin, für die Reichsbauerntage die im Heinrich-Kult aufgehende Kulisse zu bilden; daneben wurde die Region zunehmend industrialisiert und der Bergbau unter anderem durch das Rammelsbergprojekt mit neuer Technik vorangetrieben.
1941 wurde Goslar von Preußen in das Land Braunschweig umgegliedert.
Des Weiteren war die Stadt in der Zeit des Nationalsozialismus Sitz rüstungsrelevanter Betriebe und Einrichtungen. Größte Arbeitgeber waren die Chemische Fabrik Gebr. Borchers AG/H.C. Starck, die Unterharzer Berg- und Hüttenwerke GmbH und der Fliegerhorst Goslar. Insgesamt arbeiteten während des Zweiten Weltkrieges etwa 5000 Menschen aus dem europäischen Ausland, zumeist Zwangsarbeiter, in der Stadt und ihrer Umgebung; 61 Betriebe bedienten sich in diesem Zeitraum ihrer Arbeitskraft.
Nordwestlich des Fliegerhorstes befand sich von 1940 bis 1942 ein Außenlager des KZ Buchenwald (Lager-Nummer 255), in dem bis zu 140 Häftlinge untergebracht waren, die u. a. zu Arbeiten auf dem benachbarten Fliegerhorst herangezogen wurden. Wenige hundert Meter nördlich davon existierte zwischen 1939 und 1945 das SS-Barackenlager Hahndorf, in dem kurz vor Kriegsende ein Außenlager des KZ Neuengamme untergebracht war.

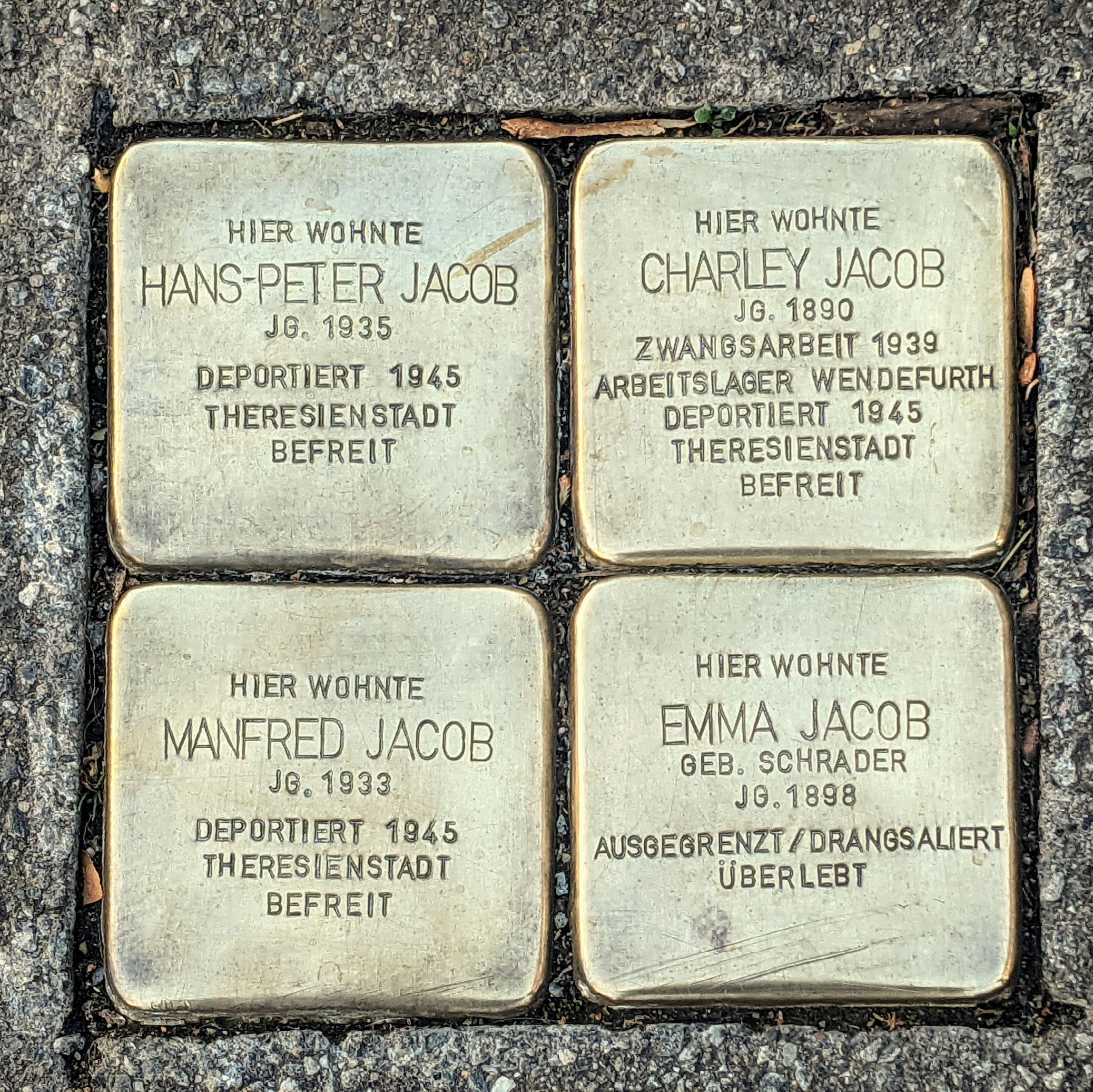
Vier Stolpersteine in der Ludwig-Jahn-Straße

Mit der Aufarbeitung dieses Kapitels beschäftigt sich der Verein Spurensuche Harzregion e. V. Das Schicksal der verfolgten und deportierten Goslarer Juden in der Zeit des Nationalsozialismus wurde auch in einer Publikation von Hans Donald Cramer aufgearbeitet.
Den Zweiten Weltkrieg überstand Goslar ohne größere Zerstörungen. Kurz vor der Einnahme der Stadt durch US-Einheiten im April 1945 ließ die Stadtverwaltung in den Hauptzugangsstraßen Rote-Kreuz-Fahnen und Schilder mit der Aufschrift „Lazarettstadt“ anbringen. Am 10. April 1945 rückte das 329. Regiment der 9. US-Armee auf die Stadt zu. Die US-Einheiten, die aus der Stadt vom Nordberg und vom Steinberg beschossen wurden, begannen mit dem Einmarsch in die Außenbezirke. Zwei Abgesandte des Rathauses nahmen sodann Kontakt mit einigen amerikanischen Offizieren auf. Die US-Amerikaner verlangten die Einstellung der deutschen Kampfhandlungen und das Heraushängen von weißen Fahnen. Nach telefonischem Kontakt mit dem Oberbürgermeister Goslars forderte die Fernsprechzentrale des Rathauses Bürger telefonisch auf, eine weiße Fahne aus den Fenstern herauszuhängen. Die US-Einheiten konnten in Folge kampflos in die Innenstadt einrücken. Die Vertreter der Stadt vollzogen noch am Nachmittag mit US-amerikanischen Offizieren im Rathaus die Übergabe Goslars. Andernorts in Deutschland wurde der Krieg noch bis Anfang Mai fortgesetzt. Er endete letztlich am 8. Mai mit der bedingungslosen Kapitulation der Wehrmacht.

### Nach 1945
Nach dem Ende des Zweiten Weltkriegs 1945 gehörte Goslar zur Britischen Besatzungszone. Die britische Militärverwaltung richtete zur Unterbringung sogenannter Displaced Persons (DP) ein DP-Lager ein, das von dem Team 2913 der UNRRA betreut wurde.
Die zahlreichen Flüchtlinge machten eine Erweiterung der Stadt nötig. Ihre Grenzlage zur Sowjetischen Besatzungszone hin hemmte das Gewerbe, bescherte andererseits der Stadt jedoch die Zonenrandförderung und Garnisonen des Bundesgrenzschutzes und der Bundeswehr.
Vom 20. bis 22. Oktober 1950 fand in Goslar der erste Bundesparteitag der CDU statt. Unter dem Motto „Einigkeit und Recht und Freiheit“ wurde dort die CDU Deutschlands gegründet; Konrad Adenauer wurde am 21. Oktober mit 302 von 335 Stimmen zum Parteivorsitzenden gewählt. Goslar hatte sich als Tagungsort gegen Berlin, Frankfurt und Heidelberg durchgesetzt.
Bemerkenswert war 1953 die hohe Anteilnahme der Stadt Goslar an der Trauerfeier des ehemaligen NS-Reichsbauernführers Walther Darré auf dem Friedhof Hildesheimer Straße am 9. September 1953: Neben ehemaligen NS-Größen wie Hartwig von Rheden nahmen mehrere hundert Goslarer Bürger, aber auch ihr Oberbürgermeister Alexander Grundner-Culemann mit Oberstadtdirektor Helmut Schneider an der Beerdigung teil. Die Stadt übernahm sogar die Begräbniskosten.
In den 1960er und 1970er Jahren kamen die ersten südeuropäischen Gastarbeiter nach Goslar. Sie arbeiteten vor allem bei den Herrenbekleidungswerken Odermark und den 'Unterharzer Berg- und Hüttenwerken', später Preussag AG Metall.
1972 verlor Goslar durch die Eingliederung in den Landkreis Goslar seinen Status als kreisfreie Stadt. Mit der Grenzöffnung 1989 und der Wiedervereinigung 1990 rückte Goslar wieder mehr in die Mitte Deutschlands.
Das Erzbergwerk im Rammelsberg (635 m ü. NN) wurde 1988 stillgelegt. Dank der Bestrebungen einzelner Bürger und der Denkmalschutzbehörden ist es gelungen, das Bergwerk nahezu originalgetreu zu erhalten und zu einem Museum auszubauen. Der seinerzeit zuständige Bezirkskonservator Reinhard Roseneck arbeitete darüber hinaus einen Antrag aus, das Erzbergwerk Rammelsberg zusammen mit der Altstadt von Goslar als Weltkulturerbe anzuerkennen; dieser wurde dann 1992 vom Welterbekomitee akzeptiert. 2010 wurde das Weltkulturerbe um die verschiedenen Anlagen des Oberharzer Wasserregals erweitert.
Mitte der 1990er Jahre schlossen die beiden Kasernen des Bundesgrenzschutzes. Auch die französische Kaserne wurde aufgegeben.
Am 23. September 2008 erhielt die Stadt den Titel „Ort der Vielfalt“.
2010 wurde auch die Bundeswehrkaserne geschlossen. Am 17. Juni 2010 wurde in der ehemaligen Rammelsberg-Kaserne das 'Energie-Forschungszentrum Niedersachsen am Energie-Campus Goslar' eröffnet.
Im Juli 2017 erlebte Goslar das stärkste Hochwasser seit Jahrzehnten. Laut Oberbürgermeister Oliver Junk habe die Stadt „eine solch dramatische Hochwasserlage … seit 70, 80 Jahren nicht erlebt“.
Im April 2022 wurde im historischen Alten Rathaus am Marktplatz zu Goslar das zweite Welterbe-Informationszentrum der Stiftung UNESCO-Welterbe im Harz eröffnet. Herzstück eines Welterbe-Infozentrums ist ein 3D-Landschaftsmodell mit Videoprojektion, die den Veränderungsprozess der 3000 Jahre alten Kulturlandschaft im Westharz verdeutlicht.
Weitere Welterbe-Infozentren wurden im Herrenhaus Walkenried und am Oberharzer Bergwerksmuseum eingerichtet.

### Eingemeindungen
Am 1. Juli 1972 wurden die Stadt Oker sowie die Gemeinden Hahndorf, Hahnenklee-Bockswiese und Jerstedt eingegliedert.
Am 1. Januar 2014 wurde die Stadt Vienenburg (mit den Ortsteilen Immenrode, Lengde, Lochtum, Weddingen und Wiedelah) in die Stadt Goslar eingegliedert.

### Einwohnerentwicklung
Die Einwohnerzahl der Stadt Goslar nach ihrem jeweiligen Gebietsstand stieg vom Jahr 1821 bis zum Jahr 1871 von 5482 auf 8922. 1939 wurden 27.081 Einwohner gezählt.

Einwohnerentwicklung von 1821 bis 2017 nach Gebietsständen (mit und ohne Vienenburg)

Goslar, Gebietsstand von 1972 bis 2014, ohne Vienenburg:
| Jahr | Einwohner |
| ---- | --------- |
| 1821 | 07.547    |
| 1848 | 09.748    |
| 1871 | 11.900    |
| 1885 | 15.997    |
| 1905 | 23.640    |
| 1925 | 27.881    |

| Jahr | Einwohner |
| ---- | --------- |
| 1933 | 29.538    |
| 1939 | 34.371    |
| 1946 | 47.855    |
| 1950 | 53.804    |
| 1956 | 53.236    |
| 1961 | 54.151    |

| Jahr | Einwohner |
| ---- | --------- |
| 1968 | 53.819    |
| 1970 | 52.649    |
| 1975 | 53.963    |
| 1980 | 52.556    |
| 1985 | 49.636    |
| 1990 | 46.251    |

| Jahr | Einwohner |
| ---- | --------- |
| 1995 | 46.142    |
| 2000 | 44.278    |
| 2005 | 43.119    |
| 2010 | 40.989    |

(Ab 1968 Stand jeweils zum 31. Dezember)
Gebietsstand ab 1. Januar 2014 inklusive Vienenburg:
| Jahr | Einwohner |
| ---- | --------- |
| 1821 | 11.819    |
| 1848 | 14.778    |
| 1871 | 17.151    |
| 1885 | 22.273    |
| 1905 | 33.058    |
| 1925 | 36.888    |
| 1933 | 38.428    |

| Jahr | Einwohner |
| ---- | --------- |
| 1939 | 43.161    |
| 1946 | 61.545    |
| 1950 | 68.729    |
| 1956 | 66.561    |
| 1961 | 66.807    |
| 1968 | 66.417    |
| 1970 | 65.654    |

| Jahr | Einwohner |
| ---- | --------- |
| 1975 | 66.228    |
| 1980 | 64.193    |
| 1985 | 60.808    |
| 1990 | 57.608    |
| 1995 | 57.629    |
| 2000 | 55.841    |
| 2005 | 54.353    |

| Jahr | Einwohner |
| ---- | --------- |
| 2010 | 51.671    |
| 2012 | 51.011    |
| 2013 | 50.681    |
| 2014 | 50.457    |
| 2015 | 50.782    |
| 2016 | 51.439    |
| 2017 | 51.128    |

| Jahr | Einwohner |
| ---- | --------- |
| 2021 | 50.010    |

(ab 1968 Stand jeweils zum 31. Dezember)

## Politik

### Rat
Der Rat der Stadt Goslar besteht aus 38 Ratsfrauen und Ratsherren. Die festgelegte Anzahl für eine Gemeinde mit einer Einwohnerzahl zwischen 50.001 und 75.000 Einwohnern beträgt normalerweise 42 Ratsmitglieder. Auf Beschluss des Rates wurde diese Zahl für die aktuelle Wahlperiode um vier Ratsmitglieder auf 38 reduziert. Die Ratsmitglieder werden durch eine Kommunalwahl für jeweils fünf Jahre gewählt. Stimmberechtigt im Rat ist außerdem der hauptamtliche Bürgermeister.
Die Kommunalwahl 2021 ergab folgende Sitzverteilung:
| Sitzverteilung im Rat der Stadt Goslar seit 2021Insgesamt 38 Sitze - Linke: 2 - PARTEI: 1 - SPD: 16 - Grüne: 3 - BGL: 1 - FDP: 2 - CDU: 10 - AfD: 2 - Prause: 1 |

### Bürgermeister
Hauptamtliche Oberbürgermeisterin der Stadt Goslar ist Urte Schwerdtner (SPD). Bei der letzten Bürgermeisterwahl am 26. September 2021 setzte sie sich bei der Stichwahl mit 62,8 % der Stimmen gegen ihren Amtsvorgänger Oliver Junk (CDU) durch, nachdem sie mit 49,4 % im ersten Wahlgang die absolute Mehrheit nur knapp verfehlt hatte. Die Wahlbeteiligung lag bei 63,5 %. Junk übergab sein Amt am 1. November 2021 an Schwerdtner.
Ehemalige Bürgermeister bis 1921 Bürgermeister, ab 1921 Oberbürgermeister
- 1917–1933: Friedrich Klinge (DVP)
- 1933–1945: Heinrich Droste (NSDAP)
- 1945: Heinrich Wulfert
- 1945: Paul Eyferth
- 1945–1946: Rudolf Wandschneider
- 1946: Rudolf Bosse
- 1946–1948: Conrad Bruns
- 1948–1949: Friedrich Klinge (DP)
- 1949–1952: Hermann Pfaffendorf
- 1952–1958: Alexander Grundner-Culemann (CDU)
- 1958–1968: Hermann Pfaffendorf
- 1968–1972: Wilhelm Degenhardt (CDU)
- 1972–1981: Helmut Sander (SPD)
- 1981–1983: Herbert Werner
- 1983–1986: Marta Lattemann (CDU)
- 1986–1988: Helmut Sander (SPD)
- 1988–1991: Jürgen Paul
- 1991–1996: Marta Lattemann-Meyer (CDU)
- 1996–2001: Otmar Hesse, ehrenamtlich
- 2001–2006: Otmar Hesse (SPD)
- 2006–2011: Henning Binnewies (SPD)
- 2011–2021: Oliver Junk (CDU)
- seit 2021: Urte Schwerdtner (SPD)

### Wappen, Flagge und Banner
| Banner, Wappen und Hissflagge |  |
|                               |  |
|                               |  |

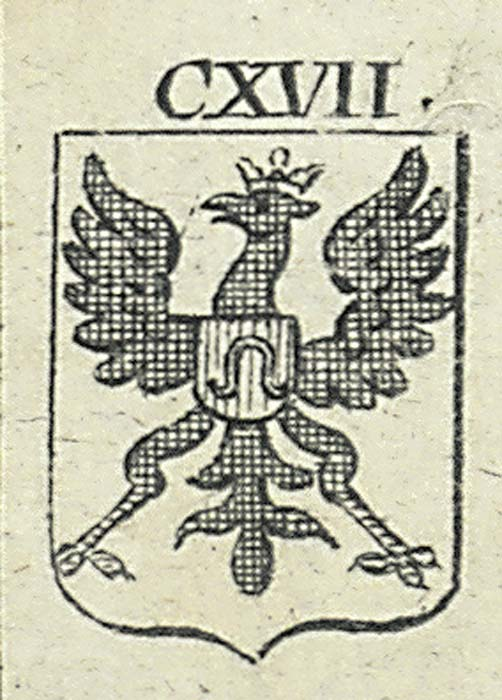
Wappen von 1774

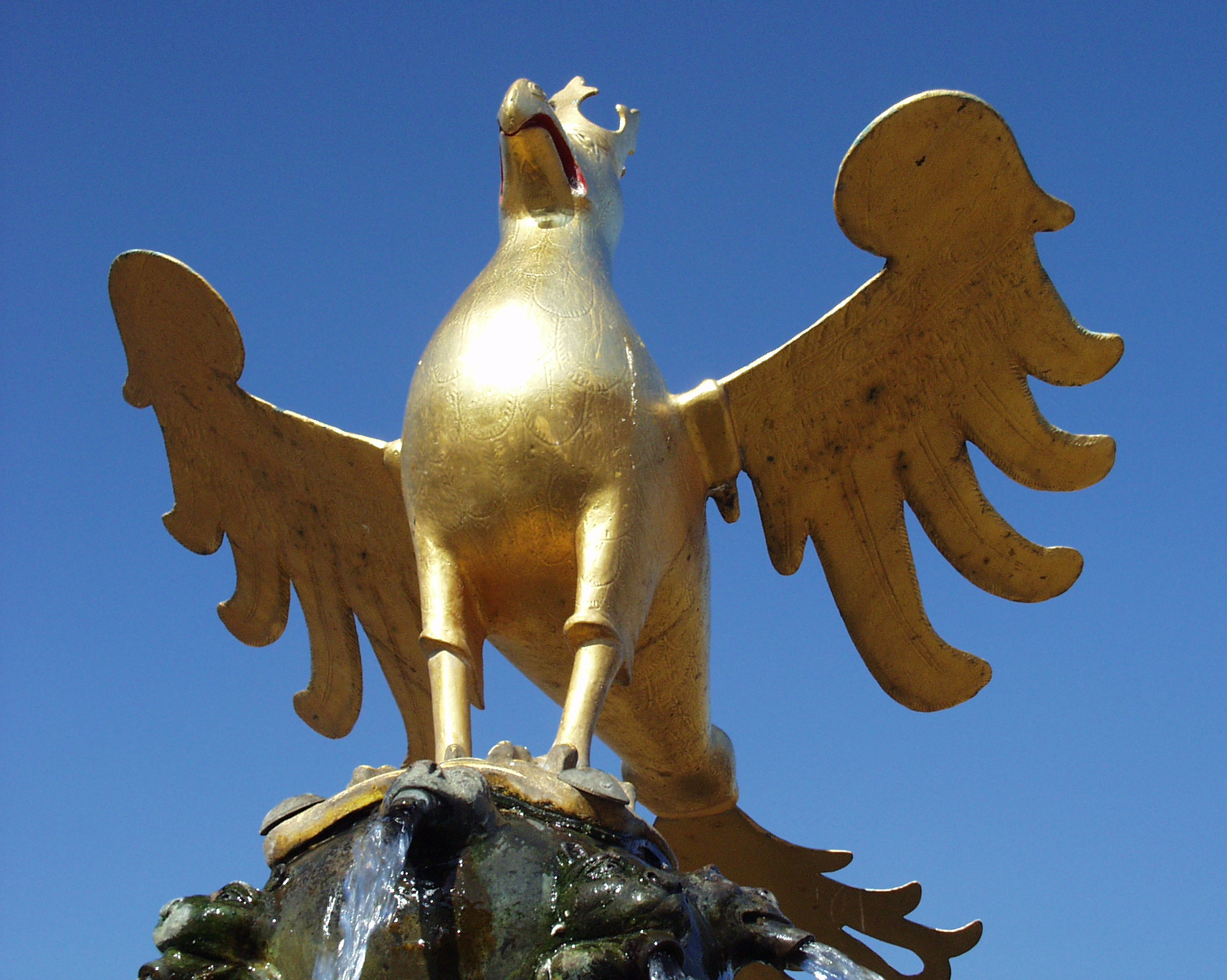
Goslarer Adler

Blasonierung: Das Wappen der Stadt zeigt auf goldenem Grund einen schwarzen, rotbewehrten Adler.
Das Wappen ist seit der Mitte des 14. Jahrhunderts nachweisbar. Aber schon ein Jahrhundert zuvor gab es Siegel der Stadt, die den Adler verwendeten. Der Adler ist das Wappentier des Kaisers und des Reiches. Goslar führt dieses Wappen, da die Stadt seit dem 11. Jahrhundert eine Kaiserpfalz hat und damit Kaiserresidenz war und seit 1290/1340 kaiserlich freie Reichsstadt gewesen ist.
Der Adler ist zusätzlich als Bronzeskulptur auf dem Brunnen des Marktplatzes montiert (Kopie, Original im Museum).
Flagge und Banner sind gelb-schwarz quer- bzw. längsgestreift mit dem aufgelegten Wappen in bzw. oberhalb der Mitte.

### Städtepartnerschaften
Es bestehen Partnerschaften mit:
- Arcachon in Frankreich seit 1965
- Windsor and Maidenhead in  England (Vereinigtes Königreich) seit 1969
- Beroun in Tschechien seit 1989
- Brzeg in Polen seit 2000
- Ra’anana in Israel seit 2006 (Freundschaftsvertrag)

## Kultur und Sehenswürdigkeiten

### Bauwerke

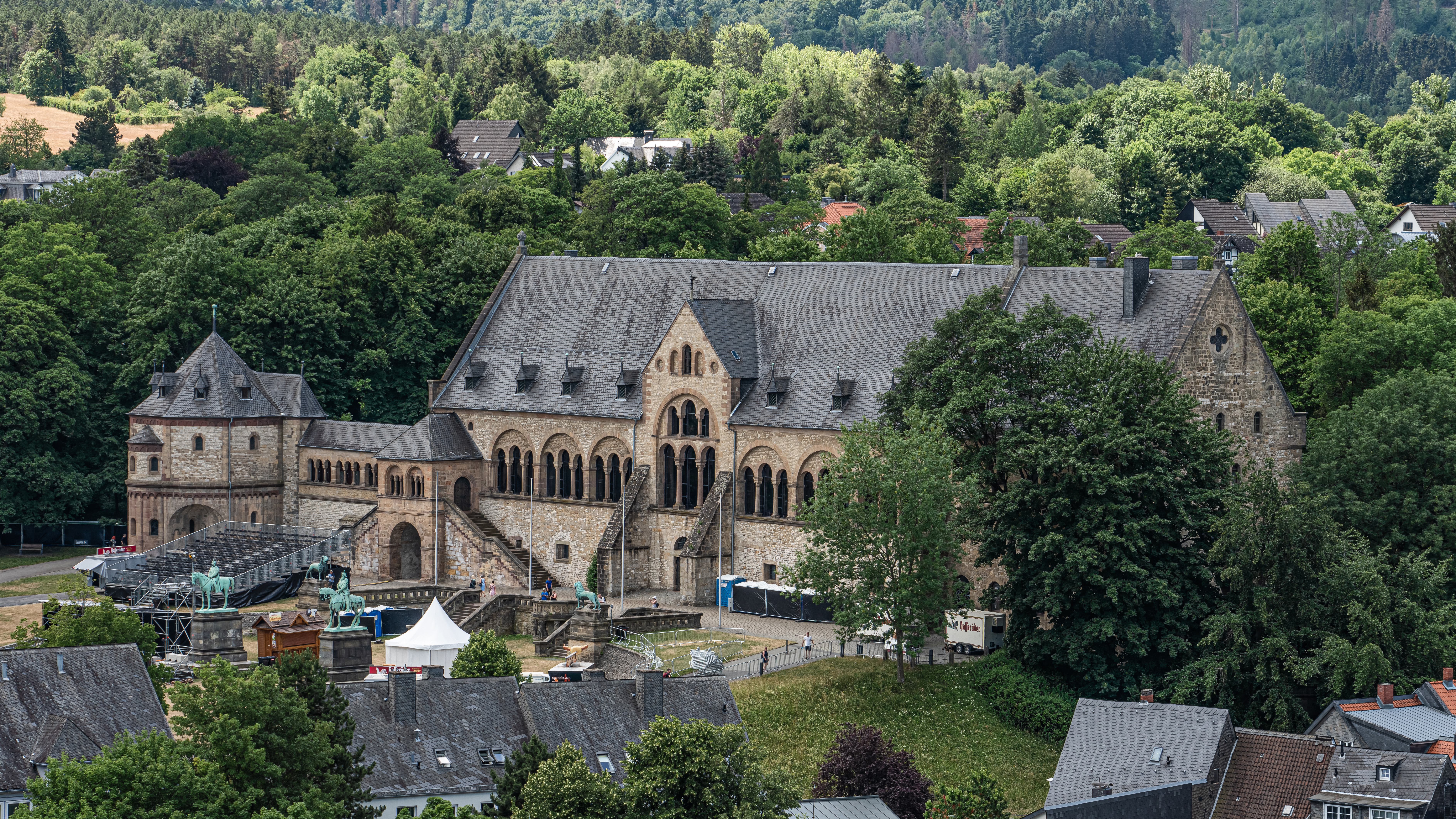
Vorderseite der Kaiserpfalz
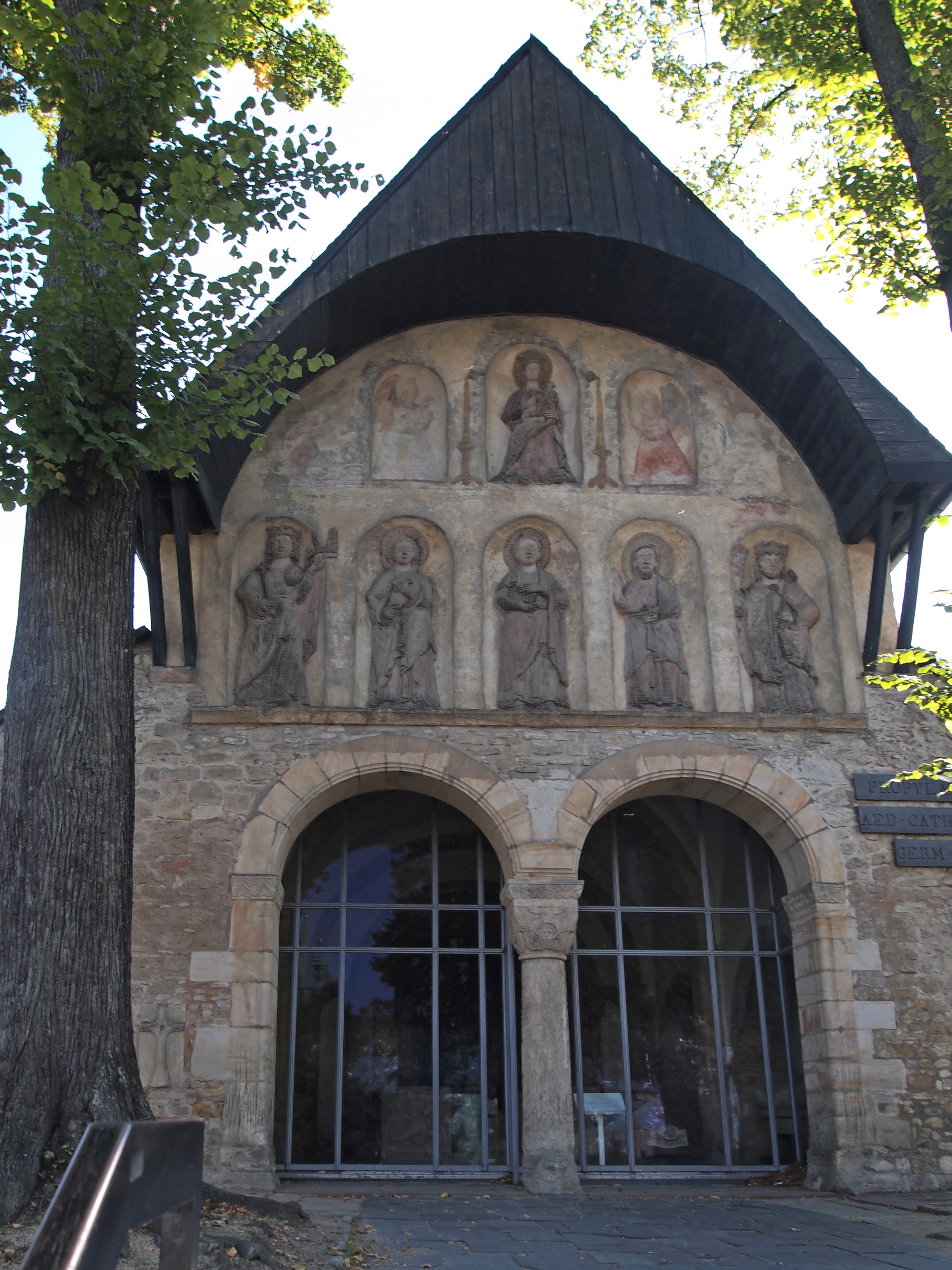
Domvorhalle des ehemaligen Doms
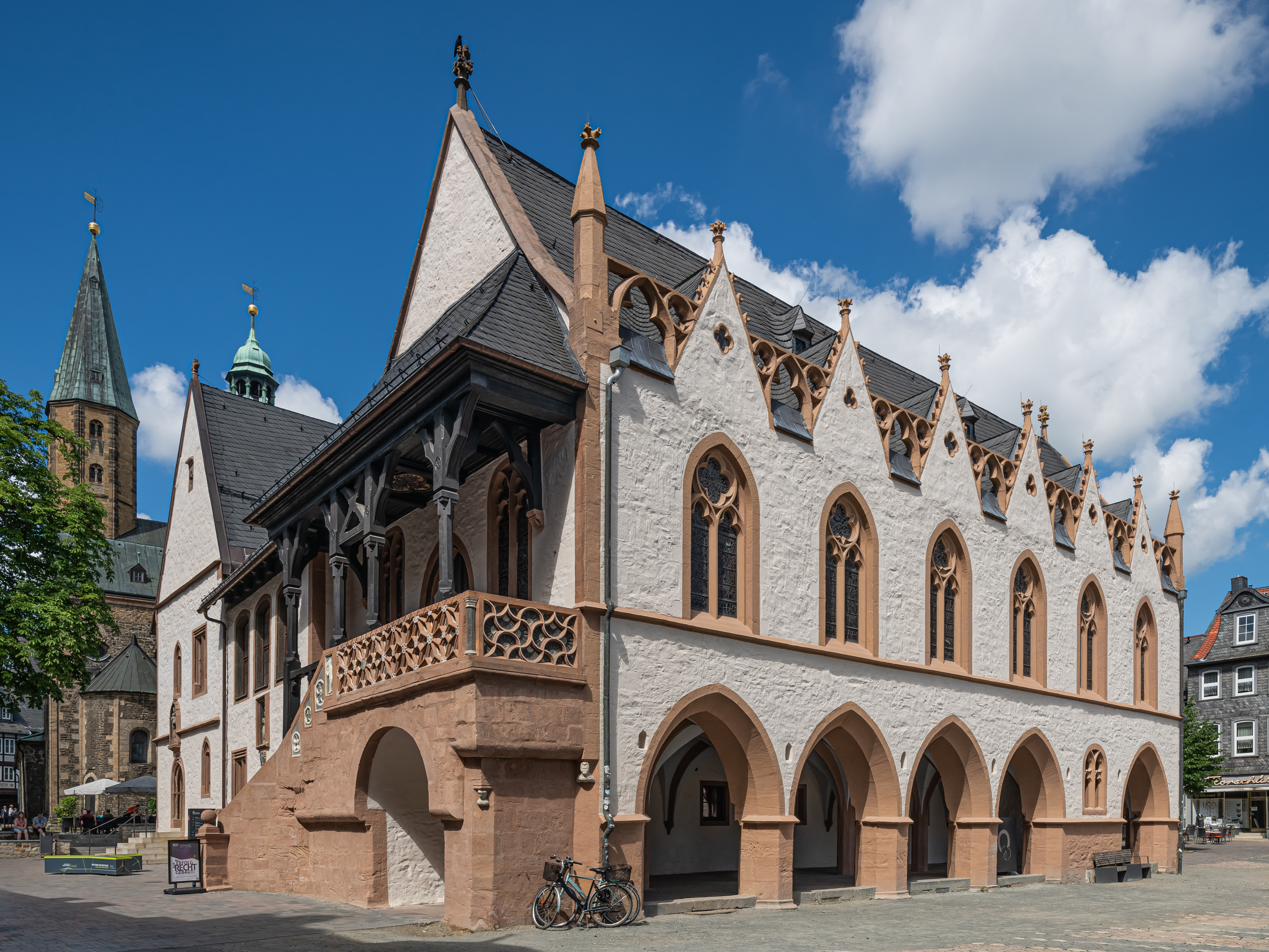
Gotisches Rathaus
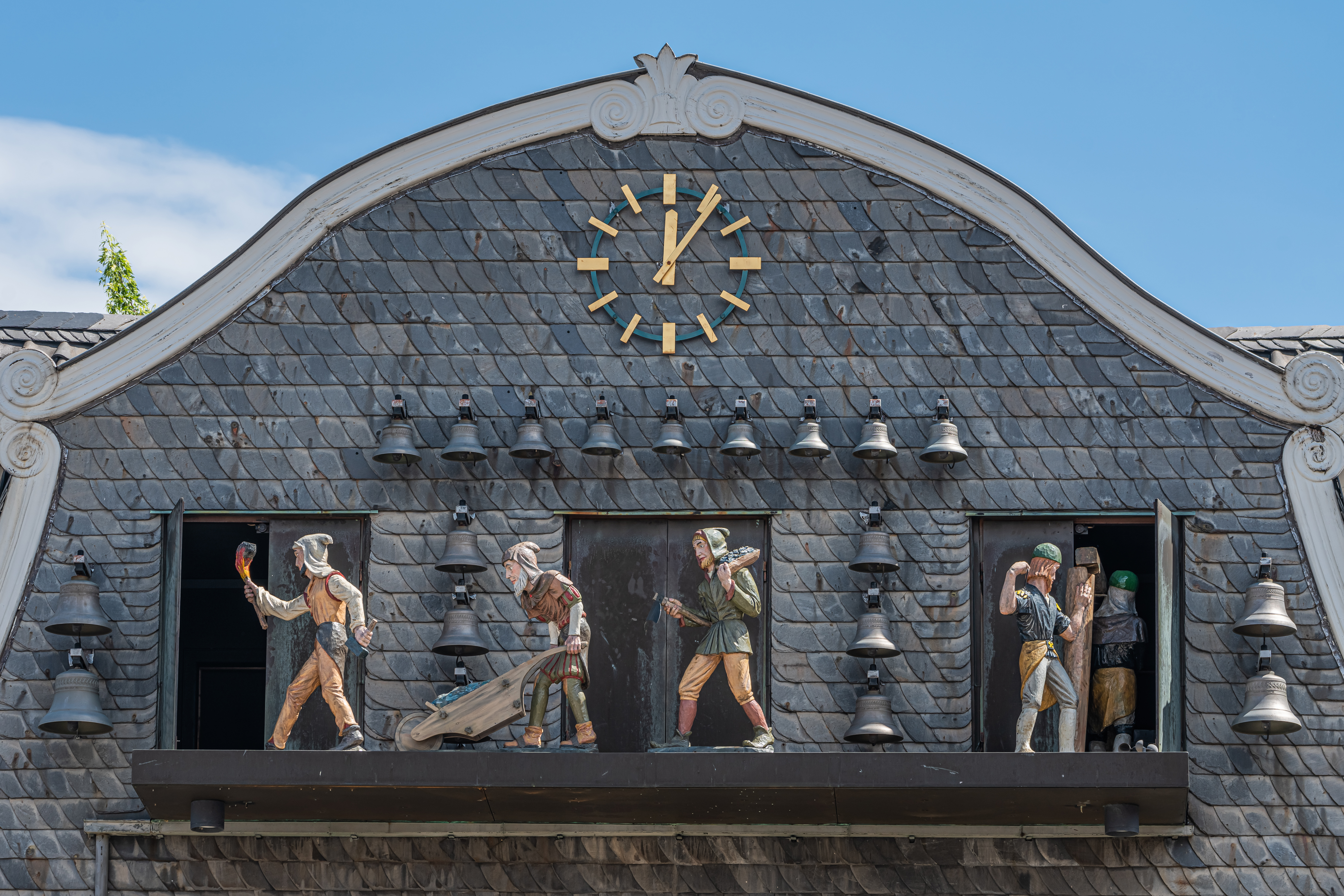
Glockenspiel am Marktplatz
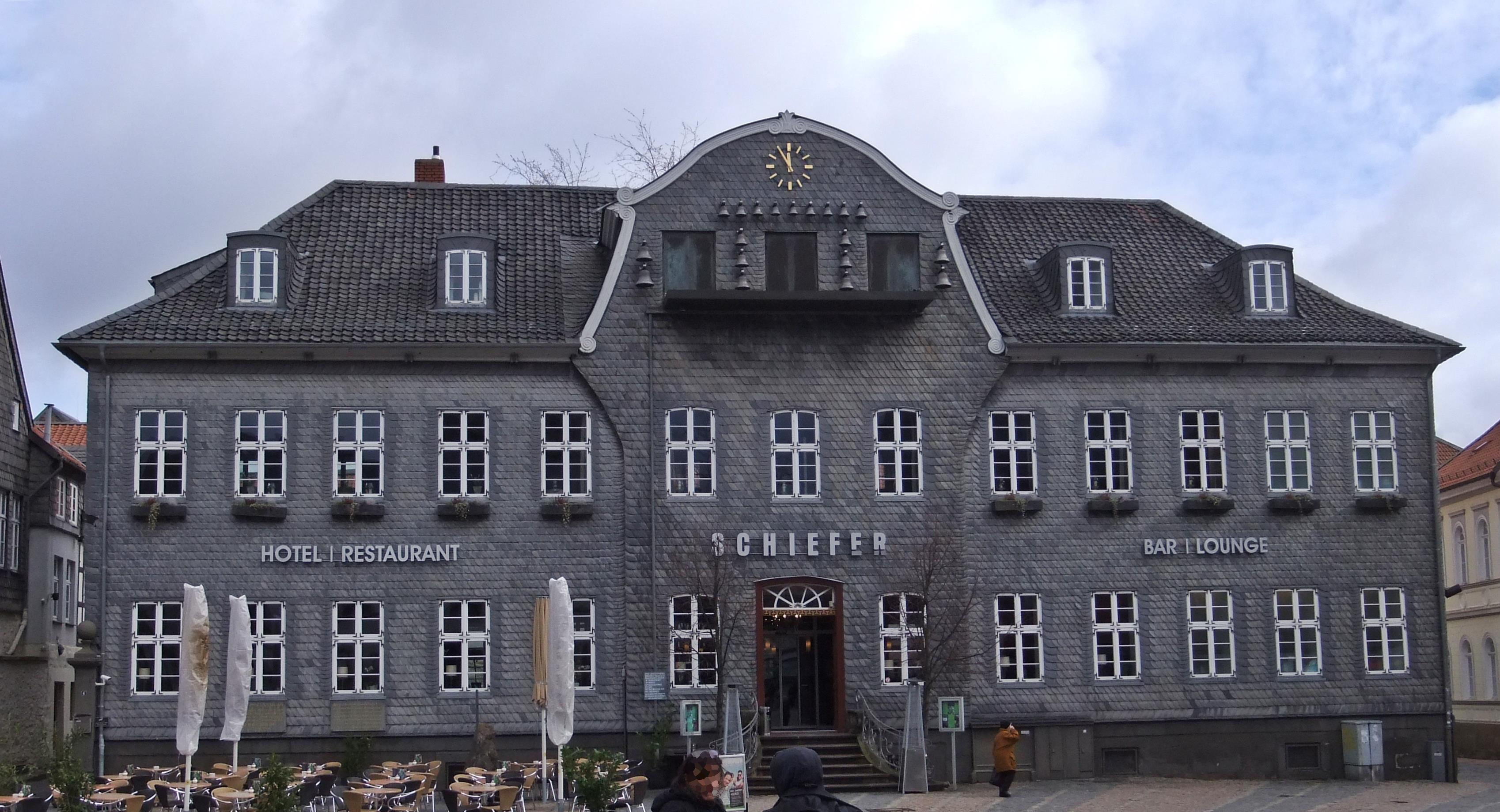
Hotel Schiefer mit Glockenspiel
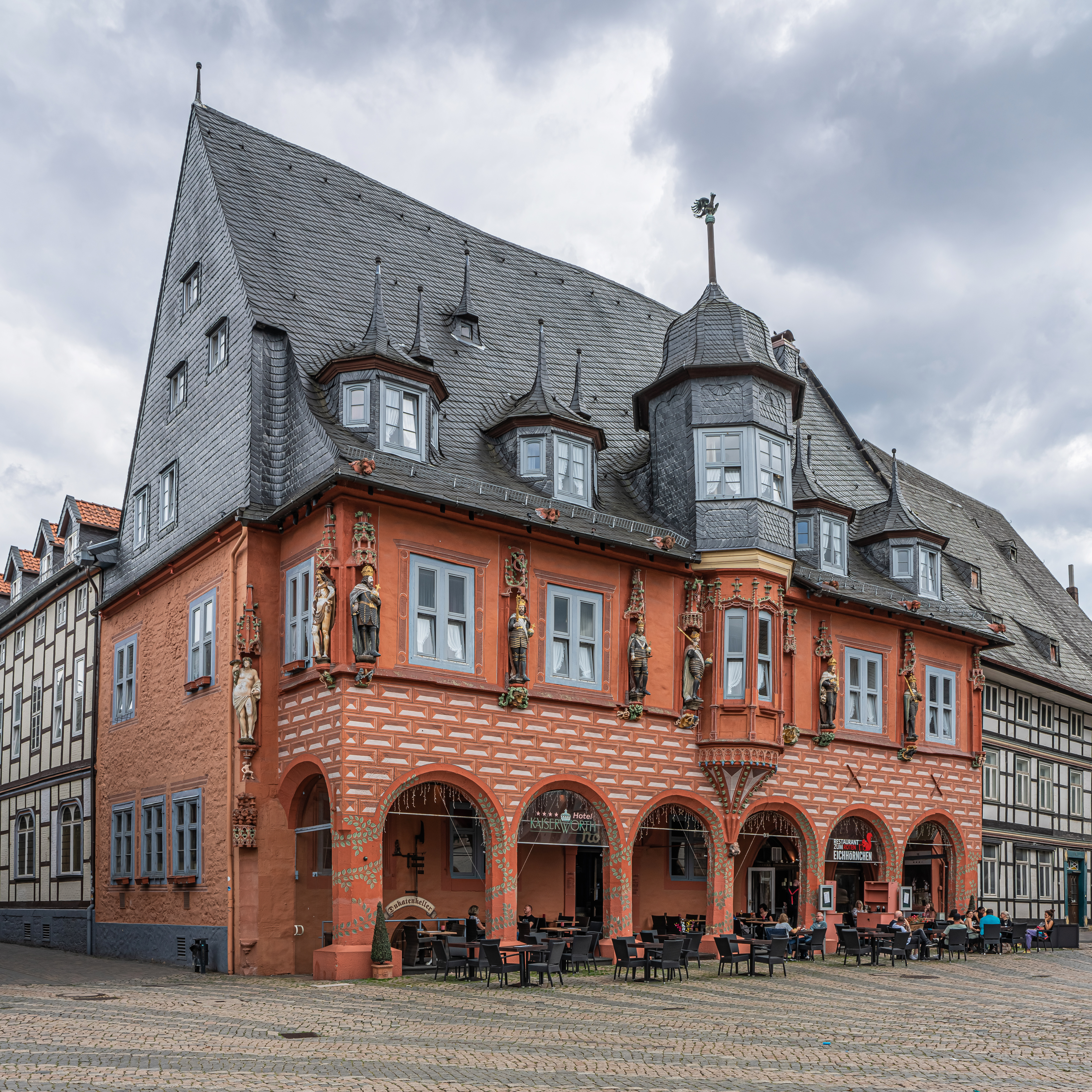
Kaiserworth
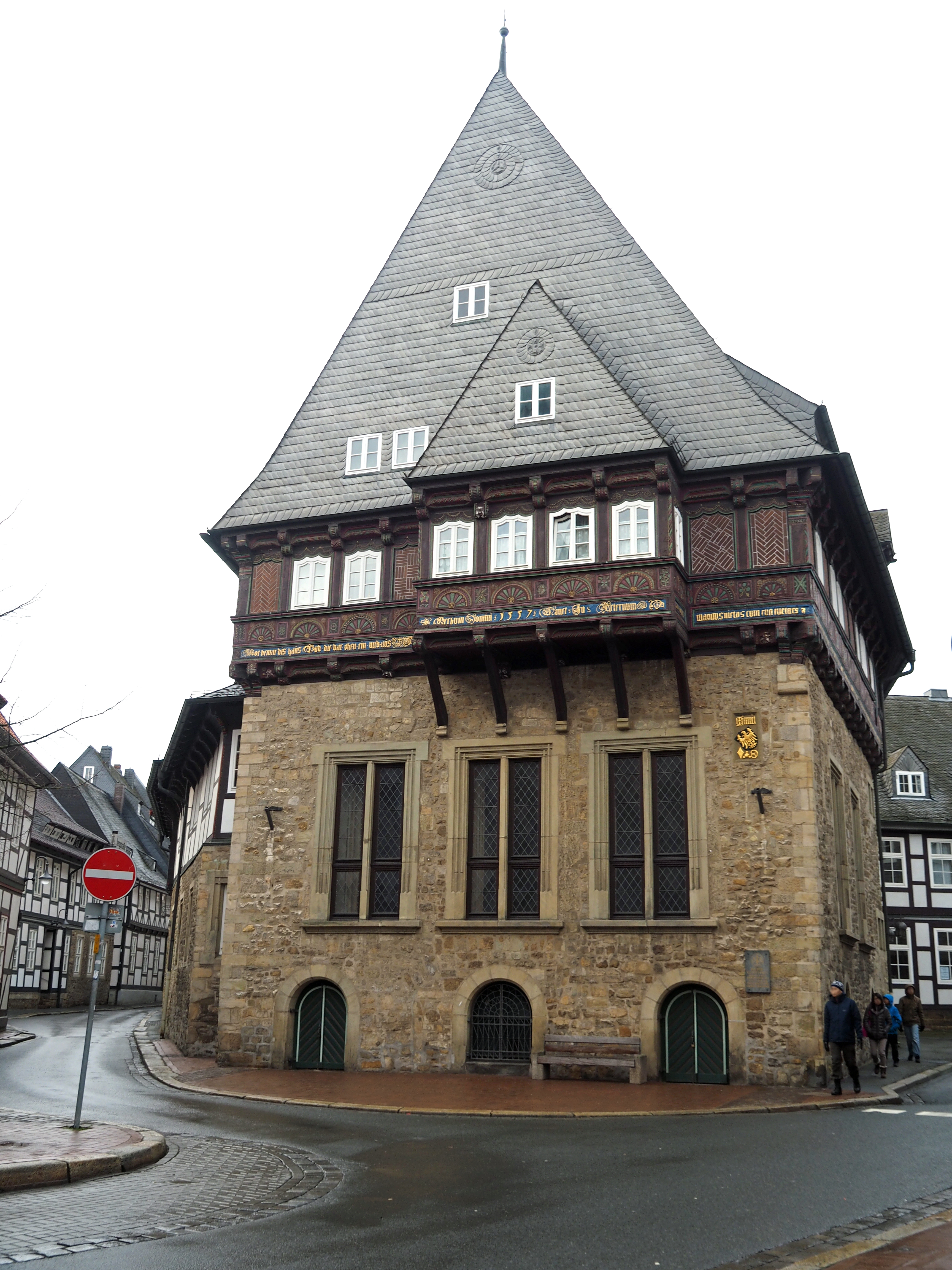
Bäckergildehaus von 1501
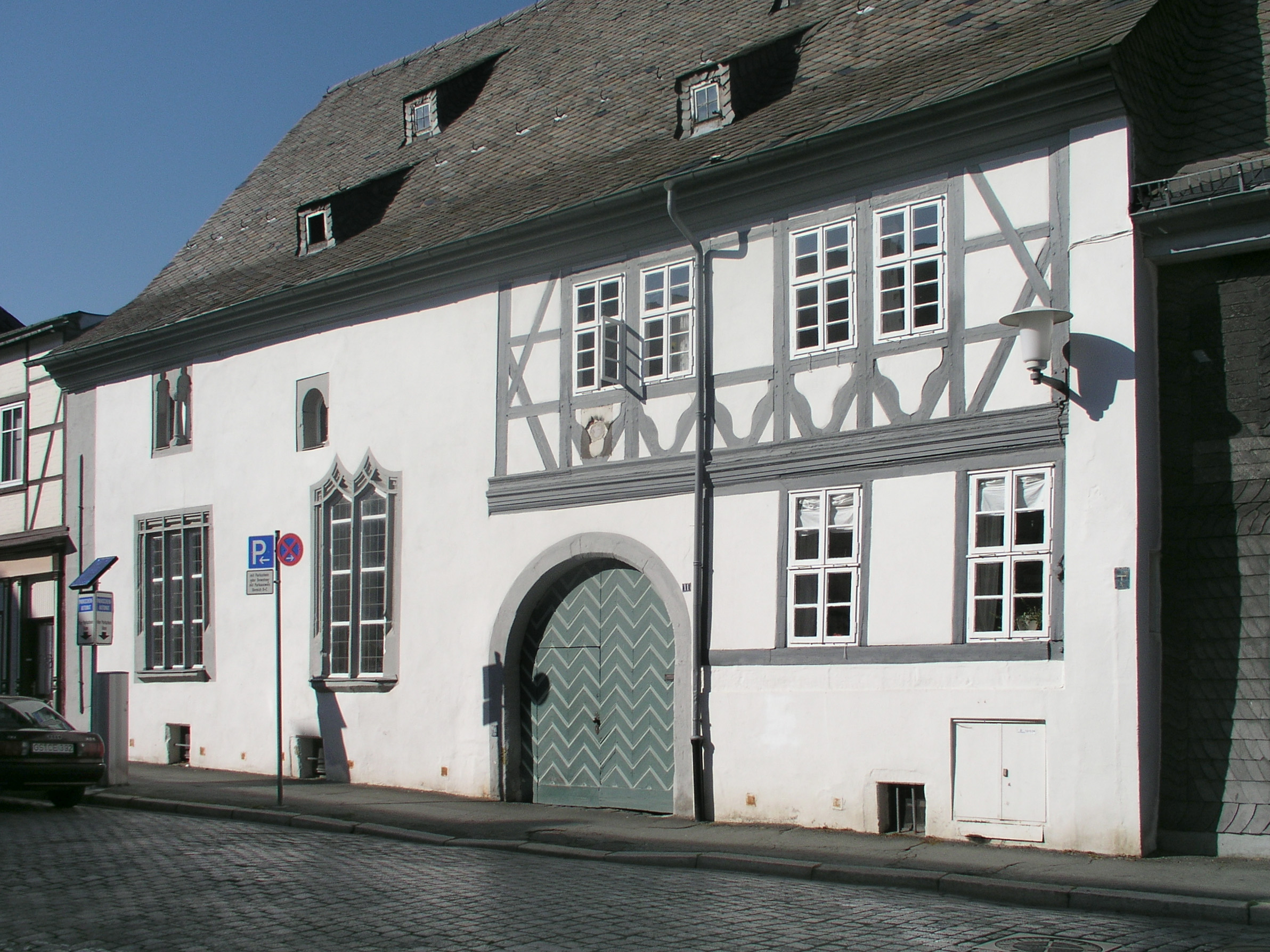
Kemenate Röver
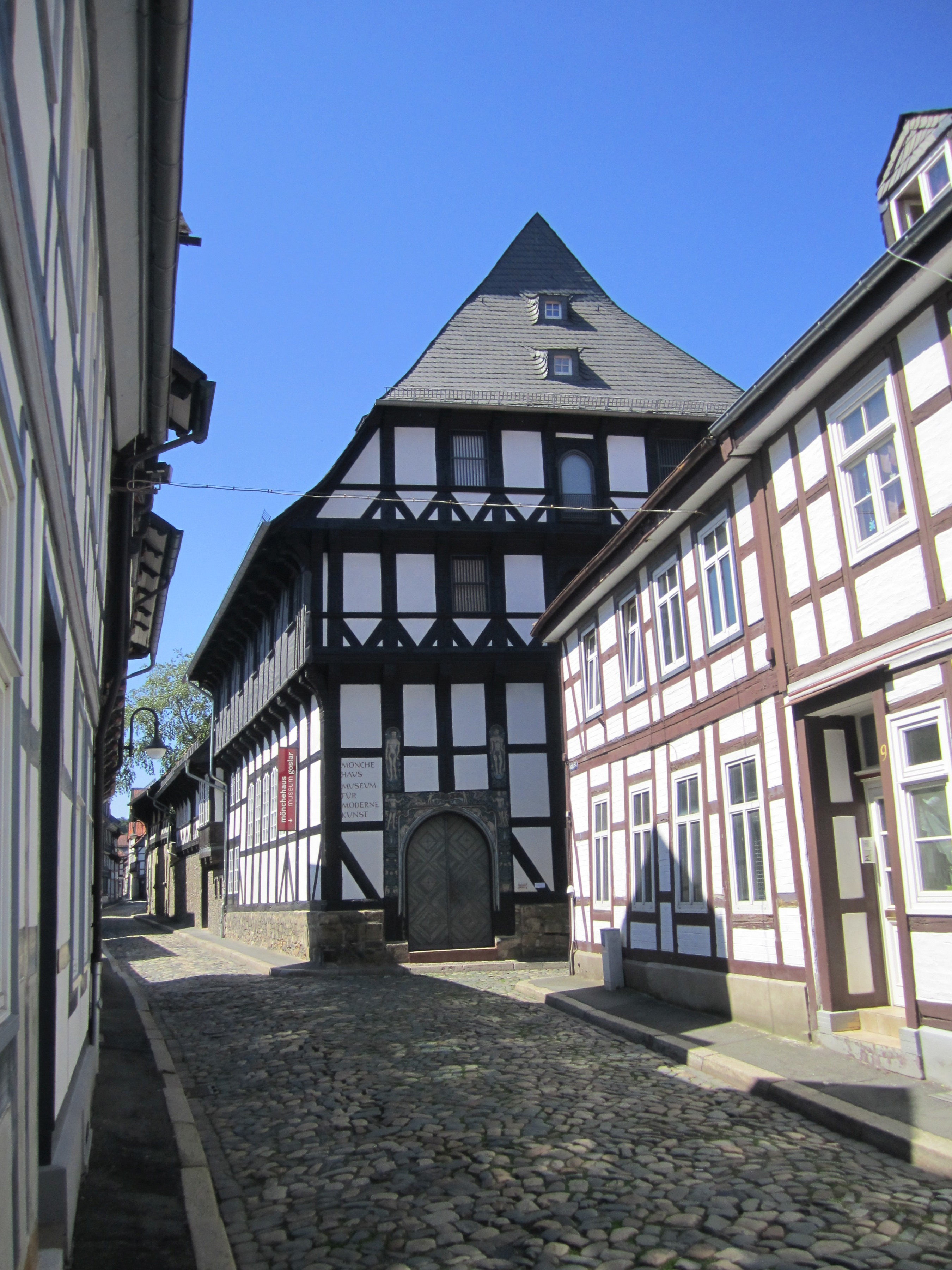
Mönchehaus Museum
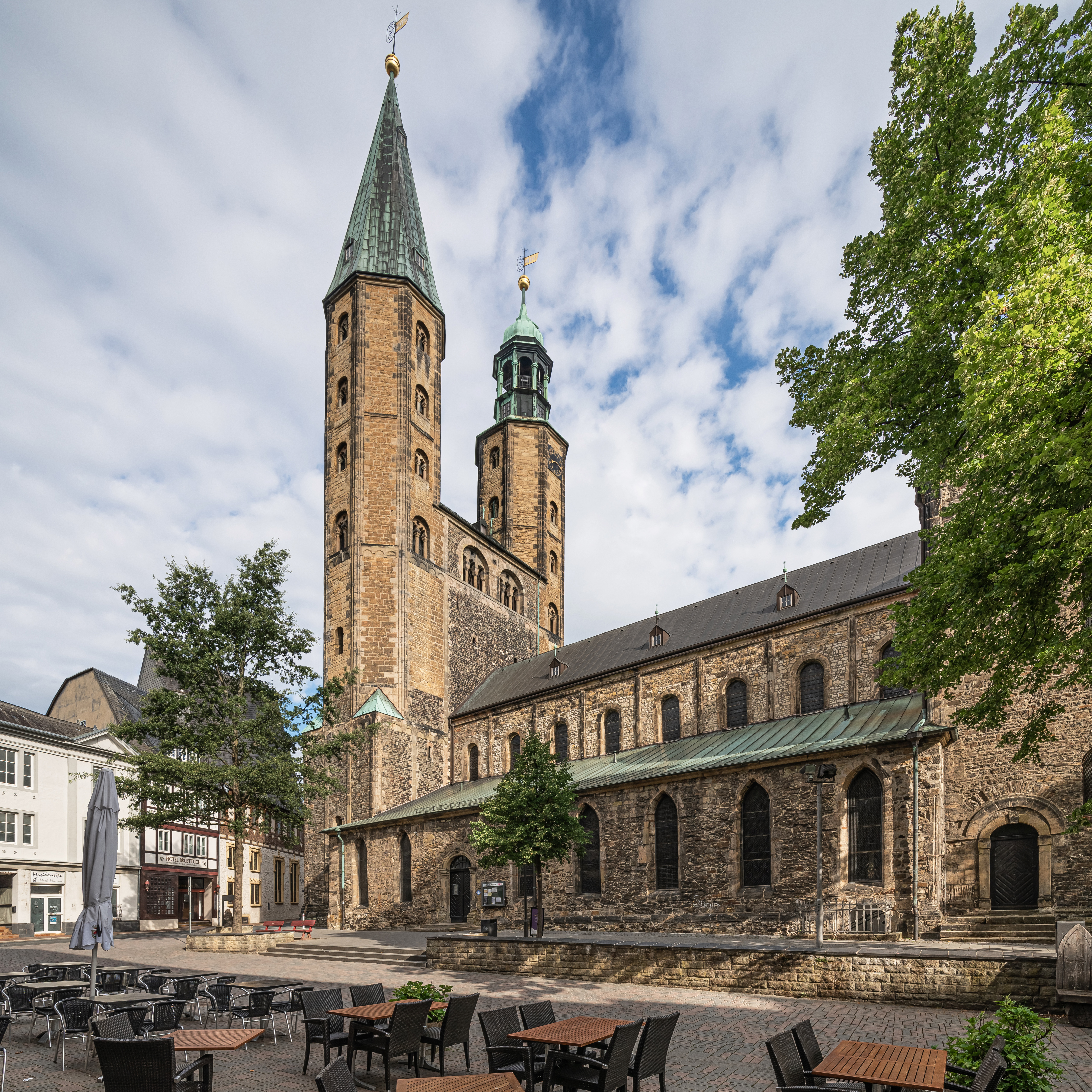
Marktkirche St. Cosmas und Damian
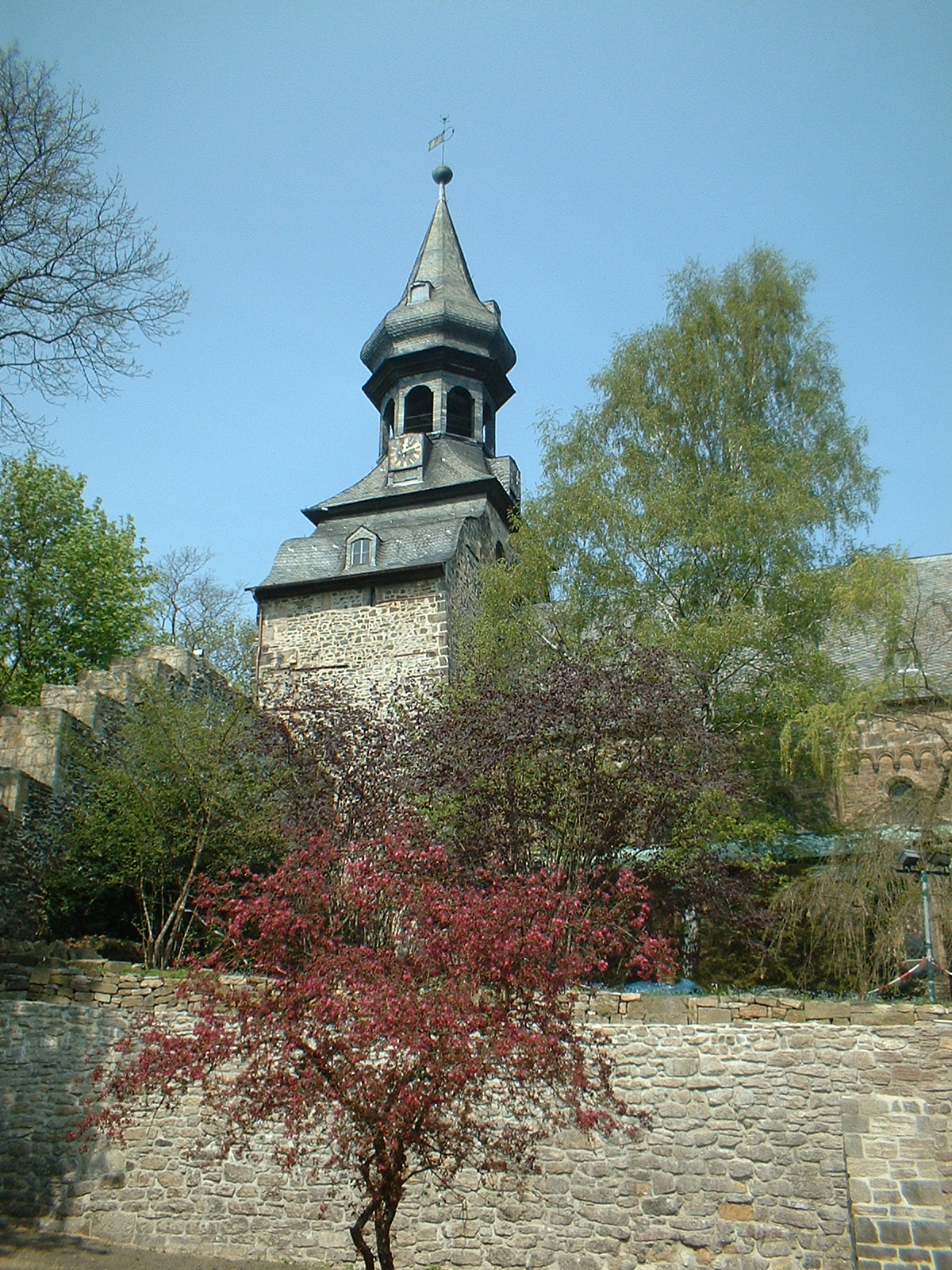
Frankenberger Kirche
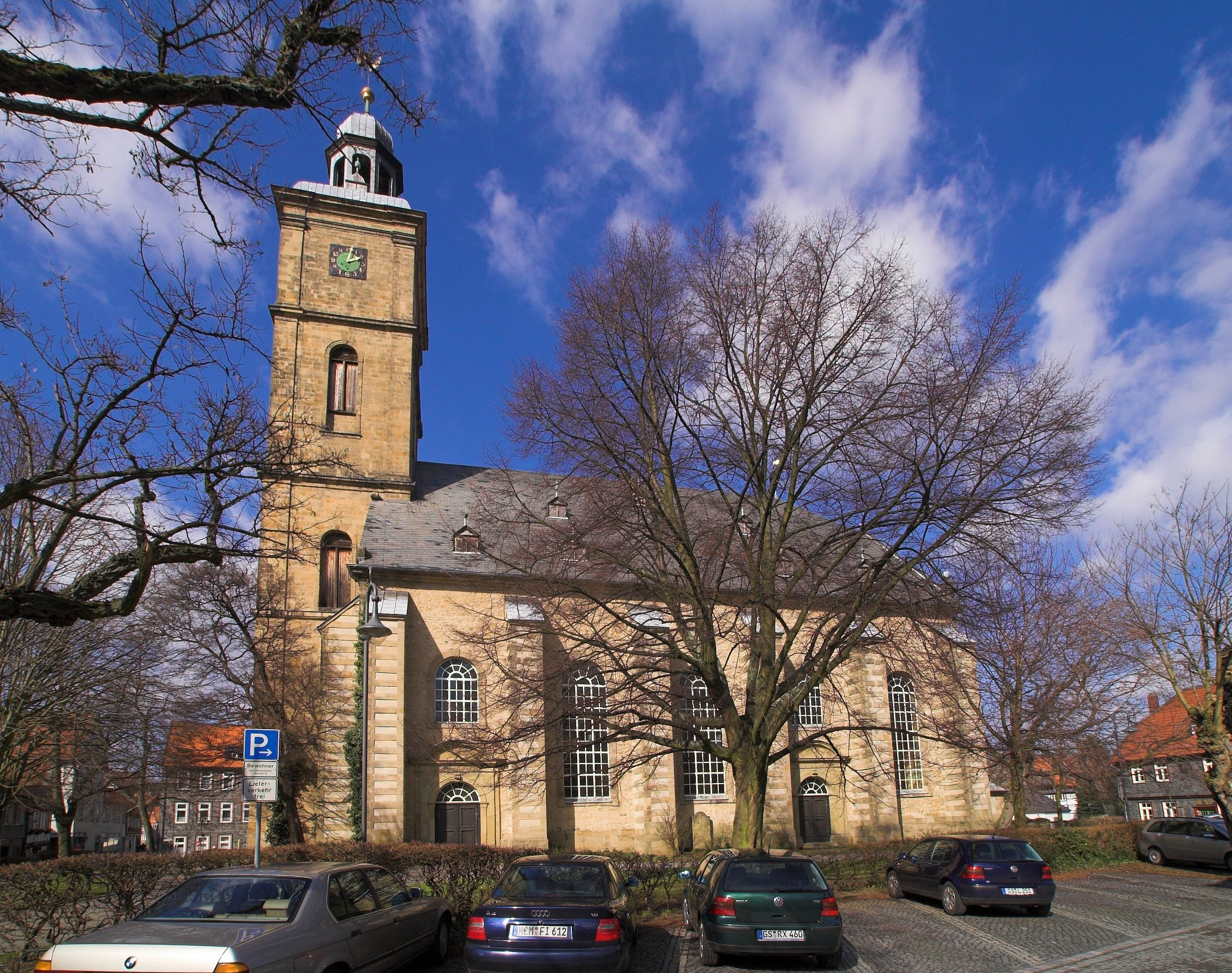
Stephanikirche
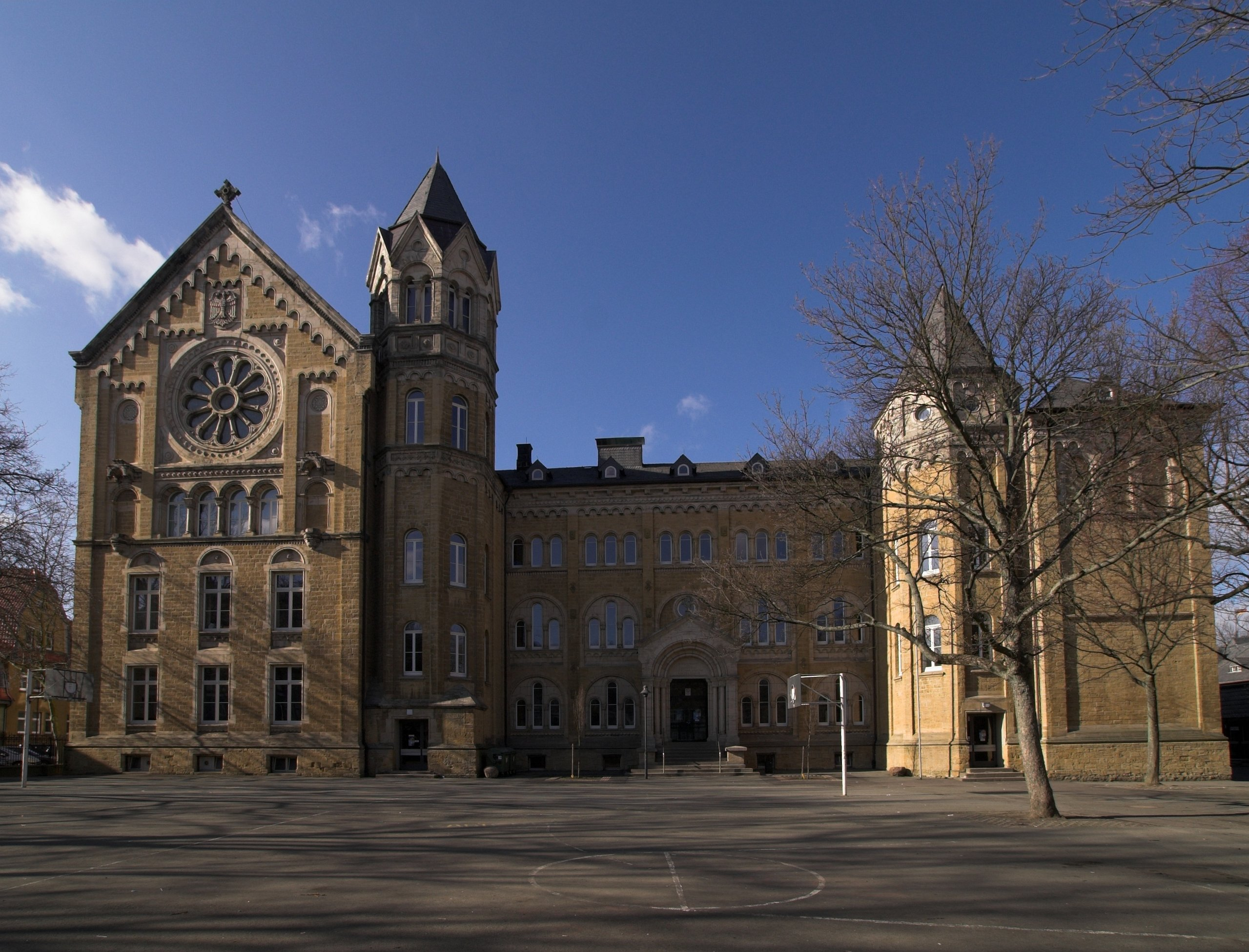
Ratsgymnasium
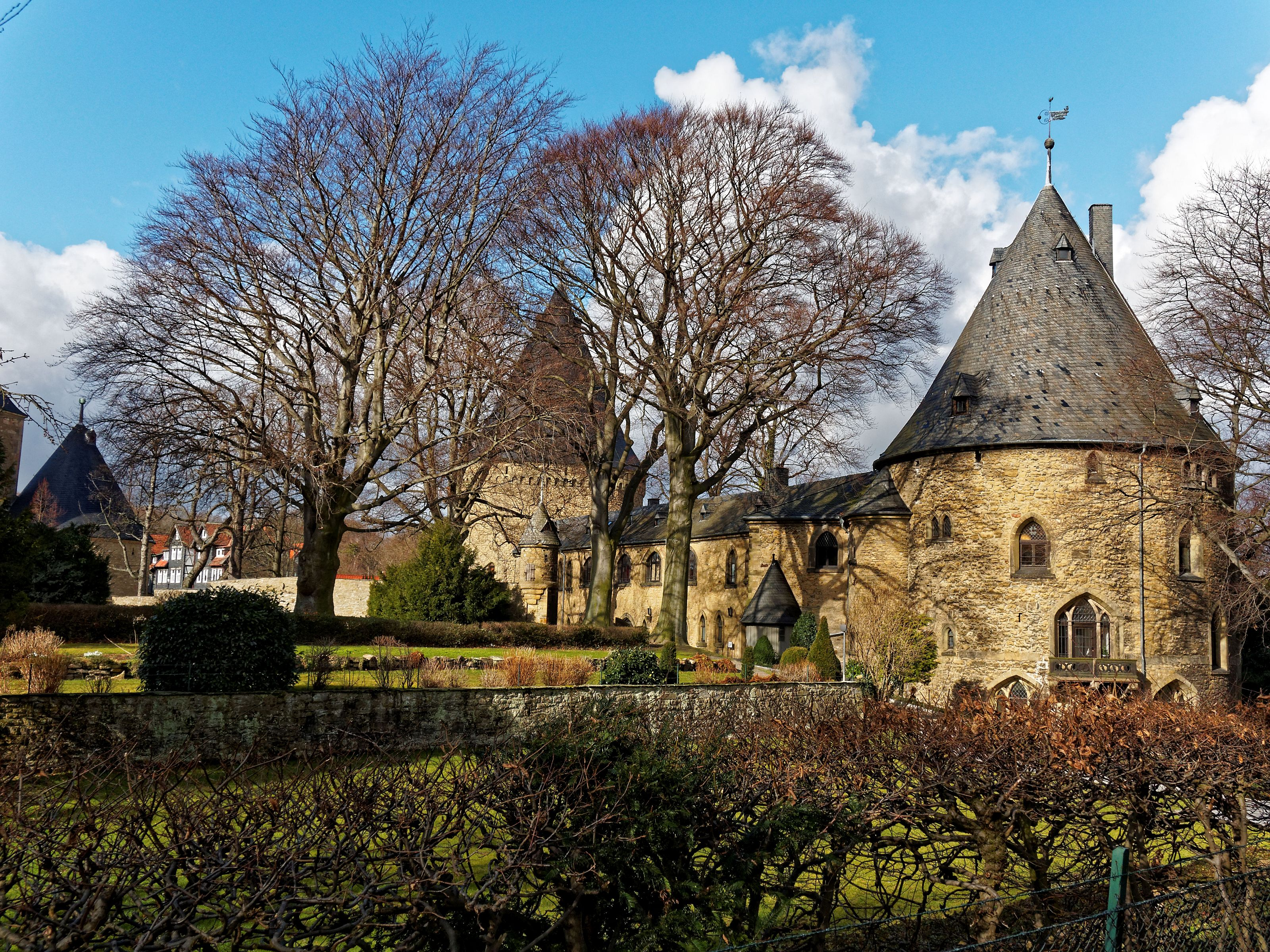
Werderhof
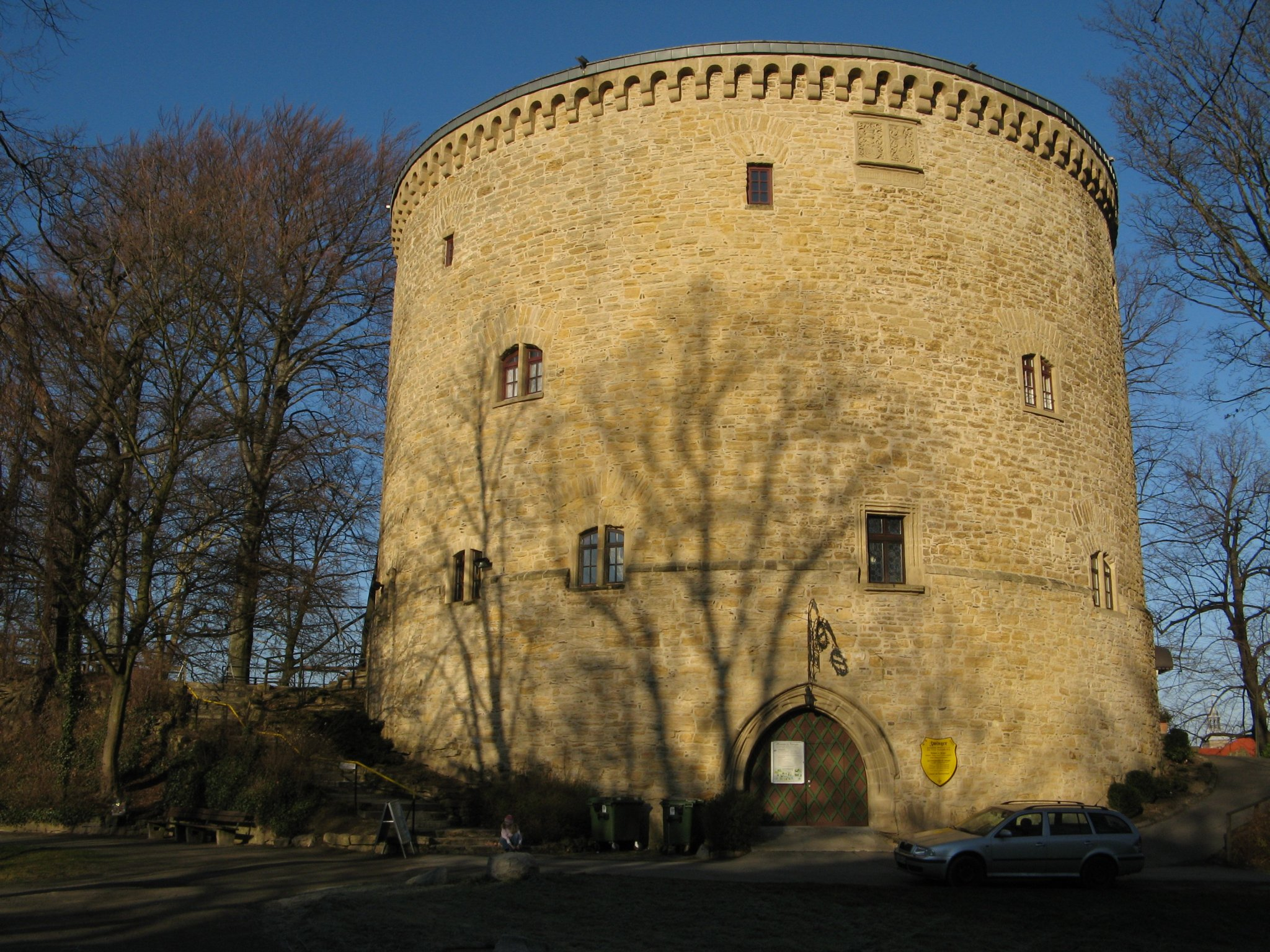
Vorderansicht des Zwingers
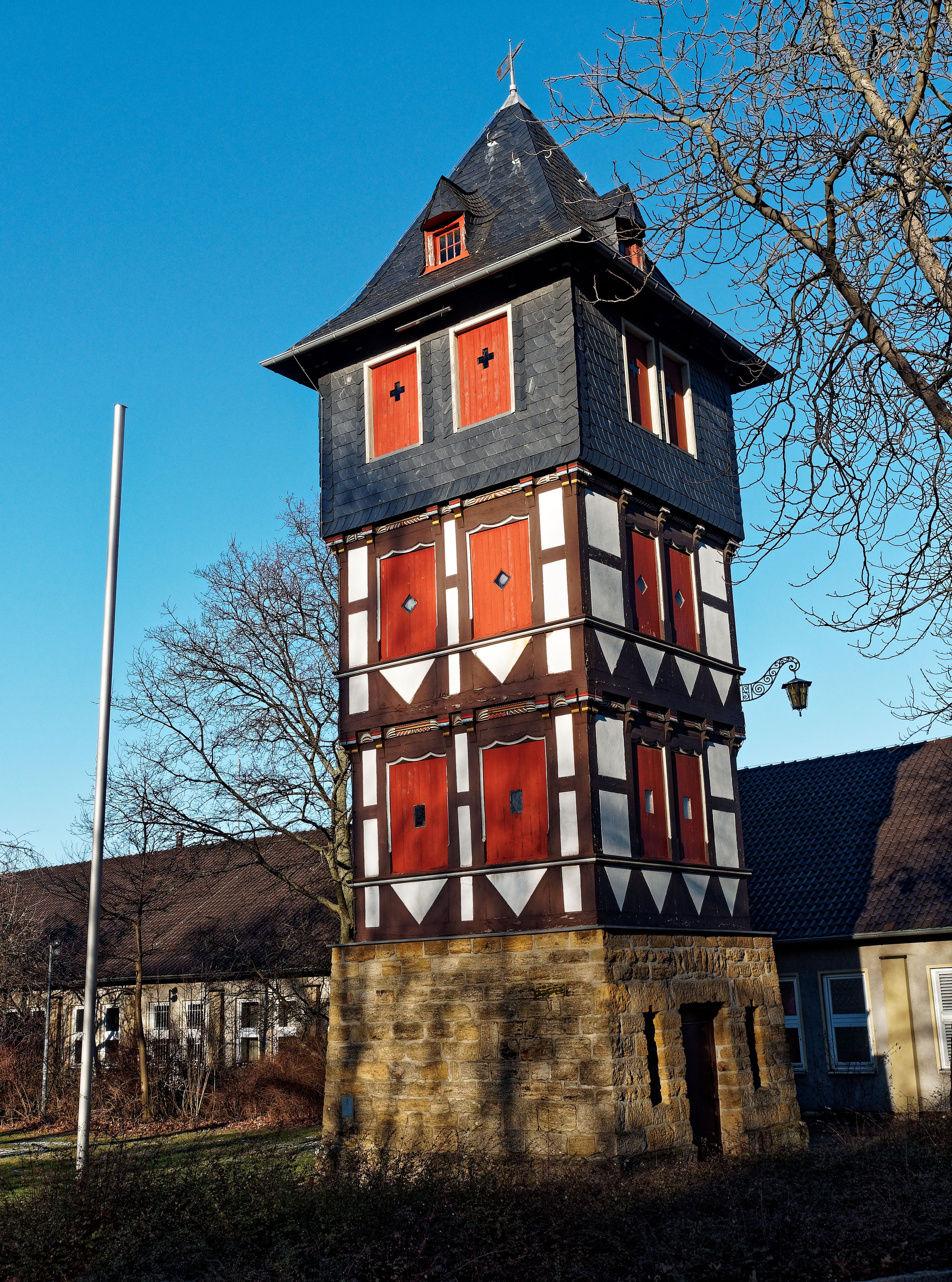
Schlauchturm
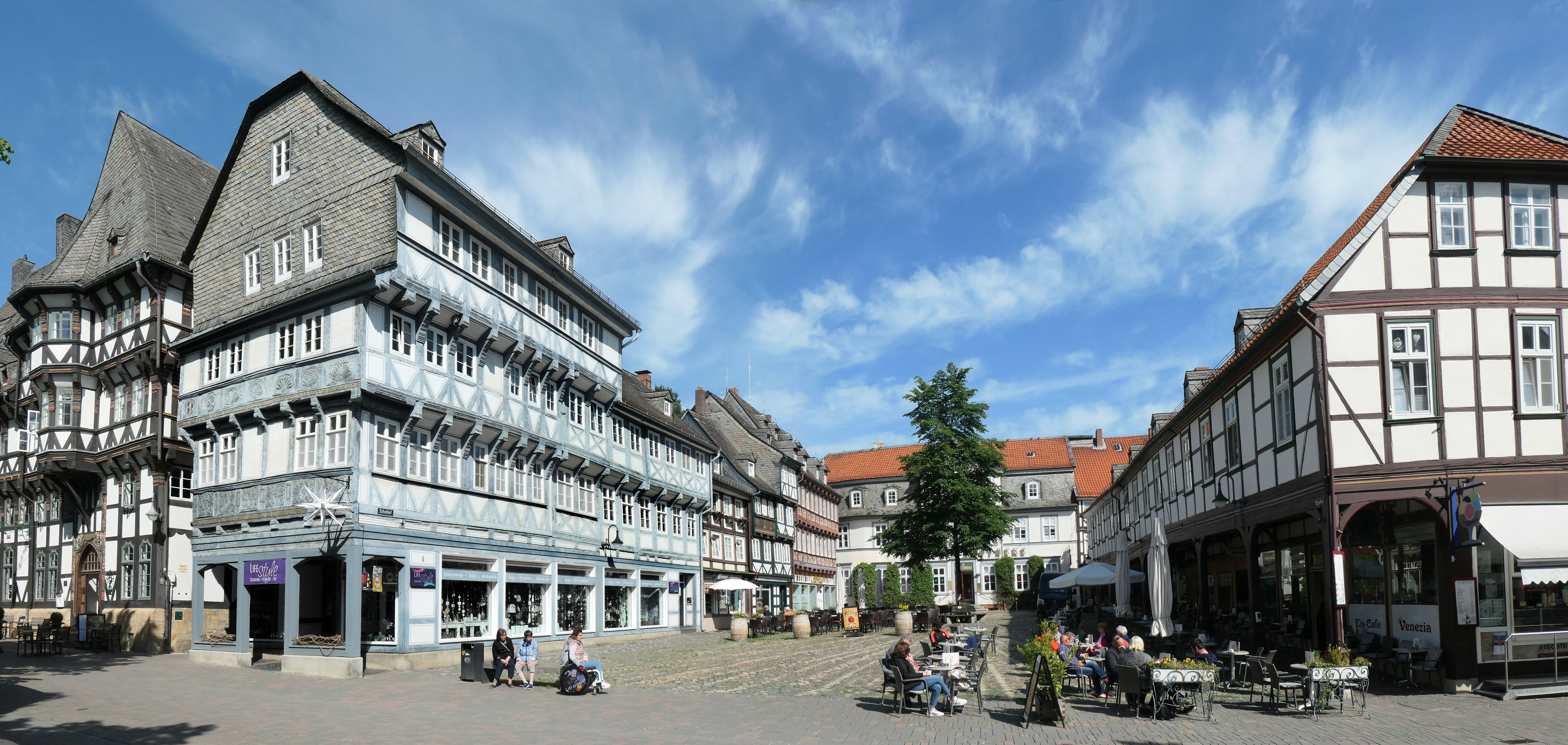
Schuhhof Goslar

- Romanische Kaiserpfalz mit Goslarer Kaiserstuhl
- Marktplatz mit gotischem Rathaus, darin der Huldigungssaal
- Kaiserringhaus (ehemaliges Kämmereigebäude an der Ostseite des Marktplatzes mit romanischen Kellergewölben, das Glockenspiel mit Figurenumgang zeigt die mühsame Arbeit der Bergleute im Rammelsberg)
- Zwinger (Befestigungsturm mit 6,5 Meter starken Mauern aus dem Jahre 1517, heute Museum, Restaurant und Ferienwohnungen)
- Großes Heiliges Kreuz (Hospiz aus dem Mittelalter)
- Kleines Heiliges Kreuz
- Domvorhalle (der Stiftskirche St. Simon und Judas, Goslarer Dom)
- Kaiserworth (Gildehaus aus dem Jahre 1494, heute Hotel)
- St. Aegidienkapelle
- Brusttuch (Patrizierhaus aus dem Jahre 1521)
- St. Annenhaus (ältestes vollständig erhaltene Fachwerkhaus aus dem Jahre 1488)
- Siemenshaus (Stammhaus der Industriellenfamilie Siemens aus dem Jahre 1693)
- Lohmühle (frühes 16. Jahrhundert)
- Kemenate Röver (Ackerbürgerhaus mit romanischem Kellergeschoss)
- Evangelische Marktkirche St. Cosmas und Damian
- Evangelische Klosterkirche St. Peter und Paul (Frankenberg)
- Evangelische Stephanikirche (Barockkirche)
- Evangelische Neuwerkkirche St. Mariae in horto (stilrein romanisch)
- Katholische St.-Jakobi-Kirche, romanische Kirche (1073), Langhaus und Chor gotisiert, nach der Reformation evangelisch, seit 1803 katholisch
- Klauskapelle
- Evangelisch-freikirchliche Christuskirche, ursprünglich Kapelle des Leprosenhospitals St. Pankratius (13. Jahrhundert), heutiger Bau 1750
- Stiftsruine St. Georg auf dem Georgenberg
- Barocke Stiftskirche St. Georg in Grauhof
- Kloster Riechenberg
- Geburtshaus des Hermann Moritz von Sachsen
- Stadtbefestigung (mit Zwinger und Breitem Tor)
- Neuromanisches Bahnhofsgebäude des Bahnhofs Goslar
- Neuromanisches Gebäude des Ratsgymnasiums Goslar
- Hirsch-Apotheke
- Odeon Theater
- Ruine St. Petri auf dem Petersberg
- Jüdischer Friedhof in der Glockengießerstraße
- Trollmönch, ehemaliges Kloster
- Rammelsberg-Kaserne (1912–1914), heute EnergieCampus Goslar

### Grünflächen und Naherholung
Der Pfalzgarten hinter der Kaiserpfalz und die Wallanlagen am Zwinger sind die zwei bekanntesten Parkanlagen in der Stadt Goslar. Im Pfalzgarten hinter dem Kaiserhaus steht seit 1975 die Plastik „Goslarer Krieger“ des Kaiserringträgers Henry Moore. Zwei weitere Garten- und Parkanlagen sind am Werderhof beim Breiten Tor und an der Neuwerkkirche.

### Denkmäler

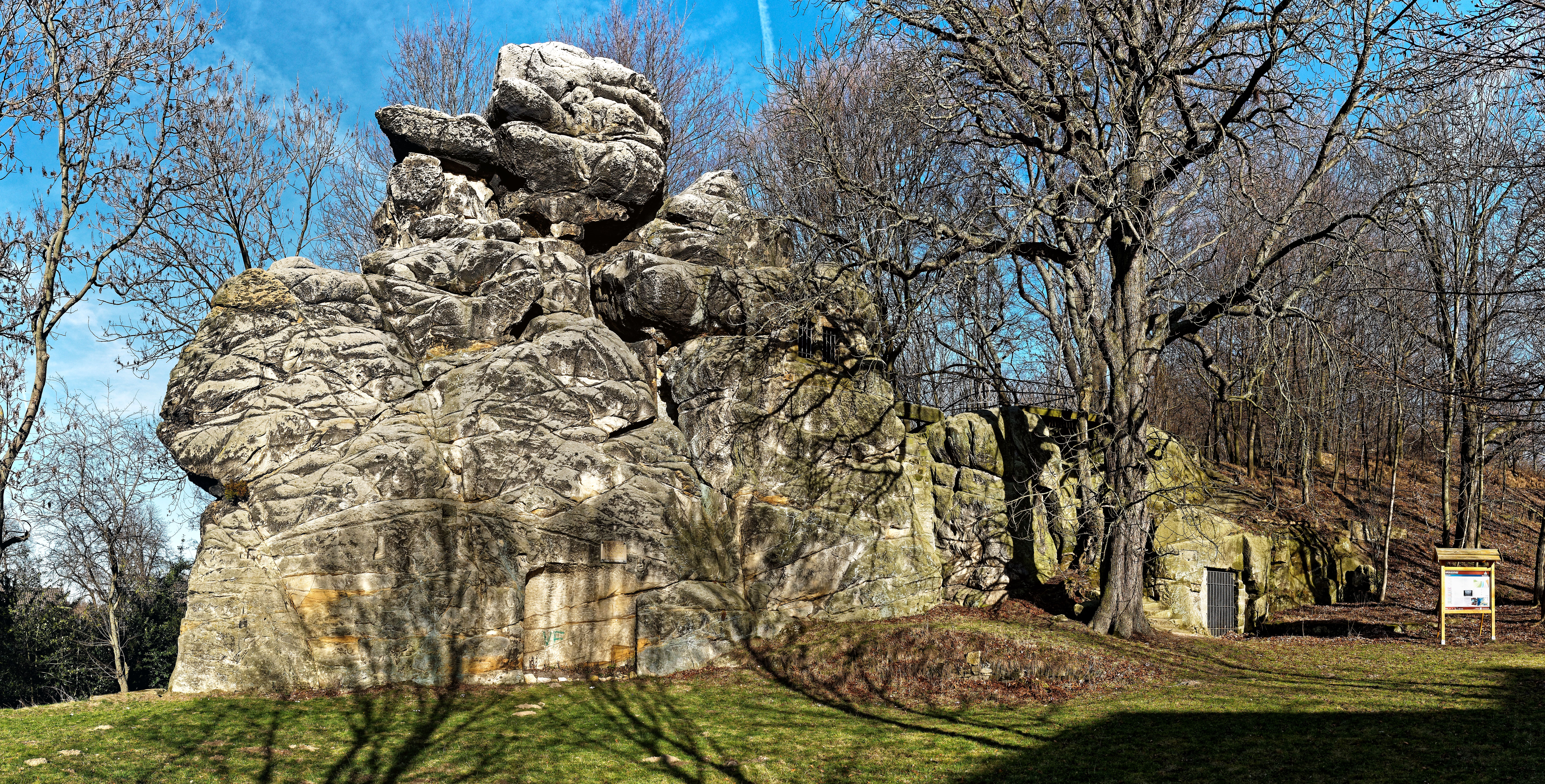
Der Klusfelsen

- Klusfelsen mit Klusteich am Petersberg
- Denkmal für die gefallenen Jäger des Hannoverschen Jäger-Bataillons Nr. 10 im Deutsch-Französischen Krieges am Kahnteich
- Denkmal für die gefallenen Goslarer Jäger im Ersten Weltkrieg am Thomaswall
- Monumentalskulptur Griff in die Freiheit von Fritz Theilmann (Kriegsheimkehrer-Gedenkstätte an der Kaiserpfalz, 1955)

### Museen
Auswahl:

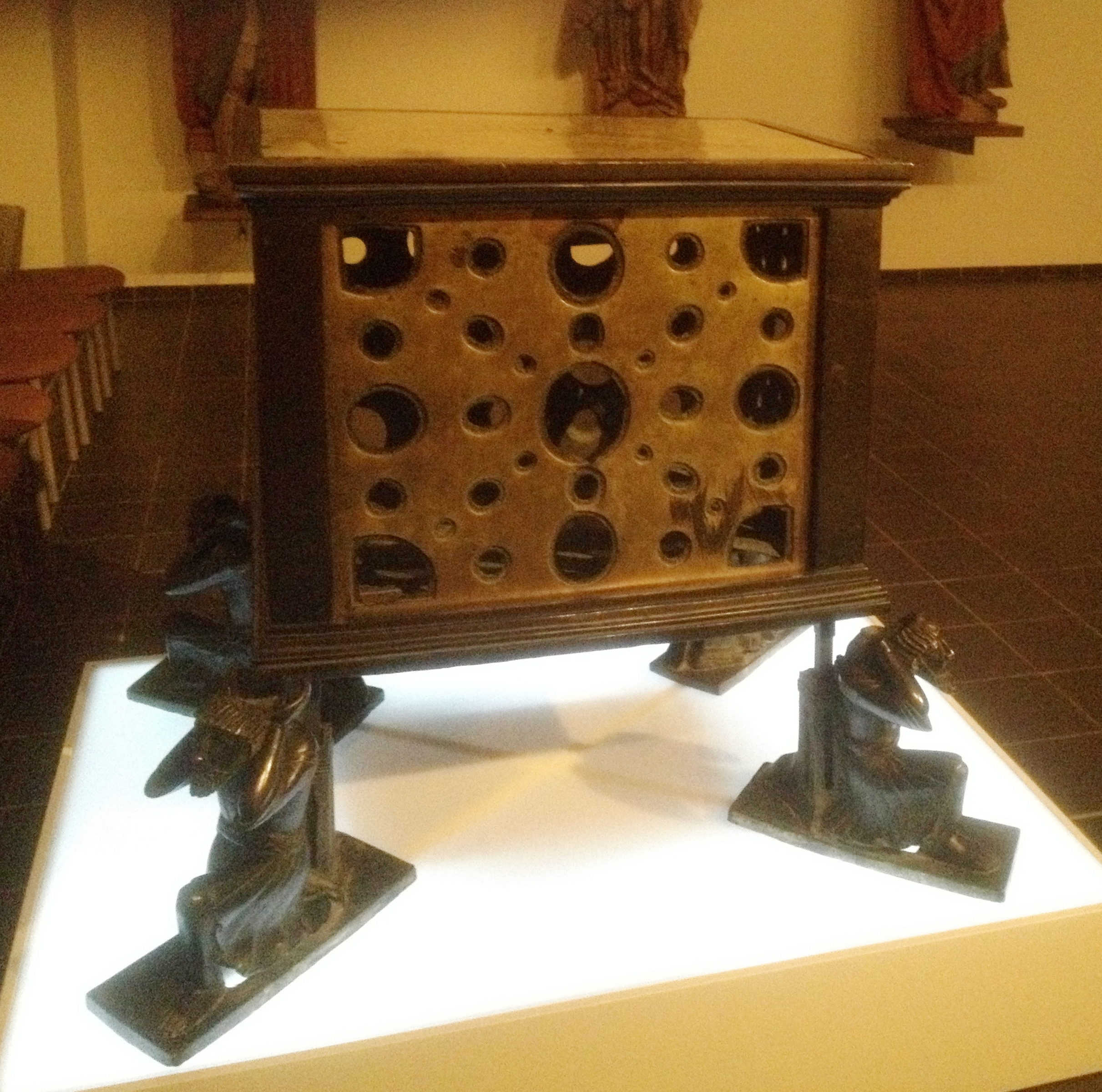
Krodoaltar, Standort Goslarer Stadtmuseum

- Goslarer Museum: Sehenswürdigkeiten dieses Stadtmuseums sind der romanische Krodoaltar des ehemaligen Goslarer Doms oder der Goslarer Evangeliar von 1240 des Klosters Neuwerk.
- Ausstellung zur Geschichte des Wanderkaisertums finden sich in der Kaiserpfalz
- Mönchehaus-Museum für moderne Kunst
- Militärhistorisches Museum der Stadt Goslar: Das kleine Museum des Goslarer Jägerbataillons befindet sich seit 1989 im Seitenflügel des Großen Heiligen Kreuzes.
- Bergbaumuseum Rammelsberg (Weltkulturerbe der UNESCO)
- Zinnfiguren-Museum Goslar in der Lohmühle.
- Museum im Zwinger (Goslar)

### Theater und kulturelle Spielorte
- Kulturkraftwerk Harz Energie (regelmäßig Kleinkunst, Comedy, Konzerte, Figurentheater)
- Theater3 (im Altstadt-Kino Goslarer Theater)
- Schlosserei im Weltkulturerbe Rammelsberg (gelegentliche Musik- und Theater-Veranstaltungen)

Das frühere Odeon-Theater mit über 800 Plätzen wurde aufgrund von Brandschutzvorgaben sowie darüber hinausgehenden Sanierungszwängen im August 2012 zunächst vorübergehend geschlossen. Am 22. Dezember 2015 wurde durch den Rat der Stadt aufgrund des nicht darstellbaren Finanzierungskonzeptes die endgültige Einstellung des Spielbetriebs beschlossen.

### Musik
Der Paul-Lincke-Ring wird seit 1955 an Musiker verliehen, die sich besondere Verdienste um die deutschsprachige Unterhaltungsmusik erworben haben. Verleiher war zunächst die Gemeinde Hahnenklee-Bockswiese, seit deren Eingemeindung 1972 ist es die Stadt Goslar. Von 1955 bis 2015 wurde der Ring alle zwei Jahre verliehen, seit 2016 jedes Jahr. Im Jahr 2024 wurde die Preisverleihung ausgesetzt, um Linkckes Haltung während der NS-Zeit zu prüfen.
Seit 1975 finden in Goslar jährlich die Internationalen Konzertarbeitswochen statt. Sie werden in Kooperation mit der Hochschule für Musik und Theater Hannover ausgerichtet. Studierende aus aller Welt erhalten zwei Wochen lang Unterricht bei Professoren der Hochschule. Viele Konzerte in dieser Zeit zeugen vom hochklassigen Niveau der Meisterkurse.
Die Internationalen Goslarer Klaviertage und die Sommerkonzerte in der Kaiserpfalz ziehen jährlich einen internationalen Teilnehmerkreis an. Zudem finden auch immer wieder Open-Air-Konzerte auf der großen Freifläche vor der Kaiserpfalz Goslar statt.

### Regelmäßige Veranstaltungen

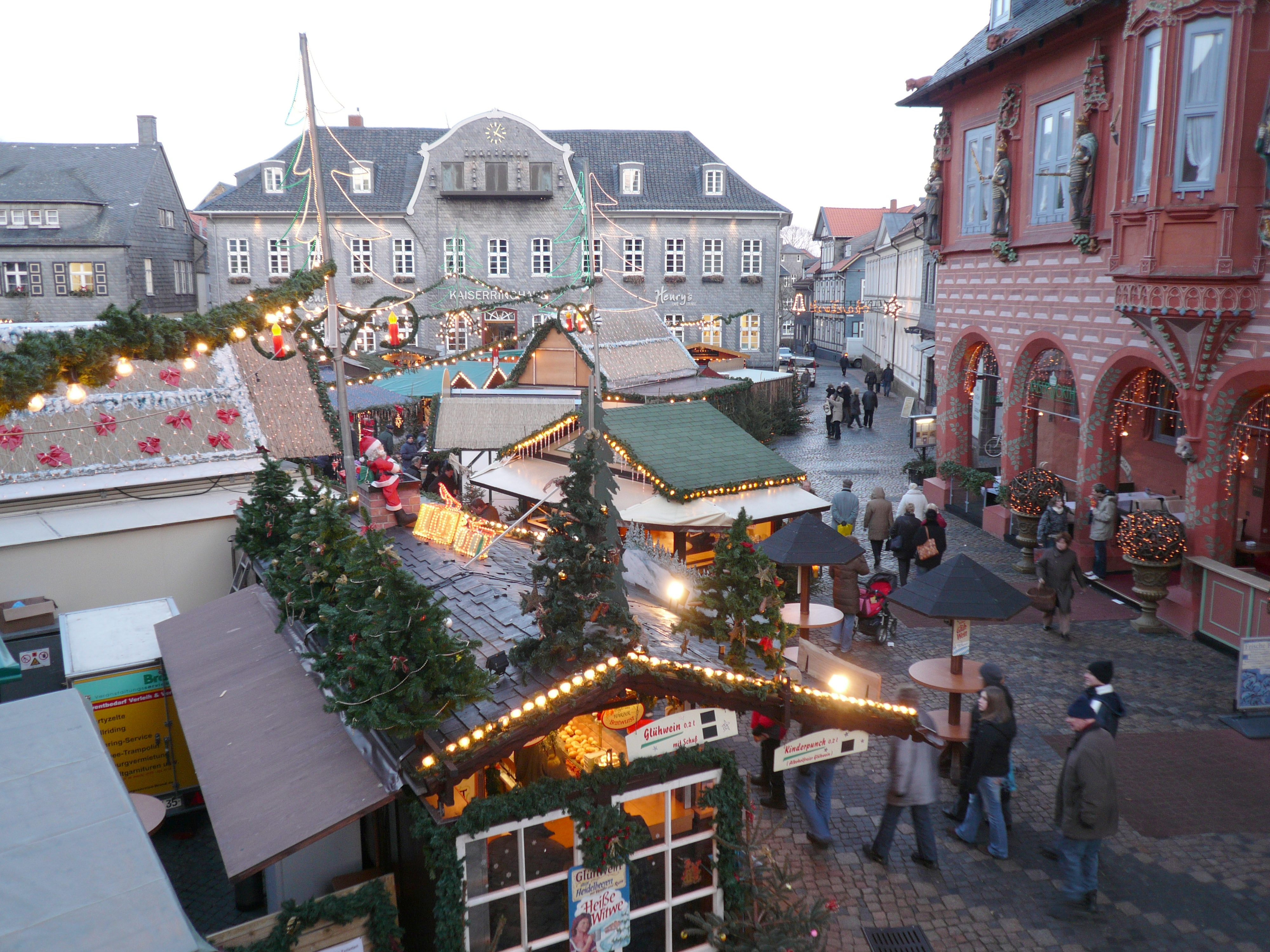
Der Goslarer Weihnachtsmarkt

- Verleihung des Goslarer Kaiserrings:
Der Kaiserring der Stadt Goslar zählt zu den international bedeutendsten Kunstpreisen. Seit 1975 vergeben die Stadt Goslar und der „Verein zur Förderung moderner Kunst Goslar e. V.“ jährlich die ideelle Auszeichnung an zeitgenössische und internationale Künstler.
- Deutscher Verkehrsgerichtstag:
 Jährliche Konferenz für Straßenverkehrsrecht mit über 1000 Teilnehmern.
- Goslarer Hansetage:
Der Grundgedanke der Hanse wird durch eine Vielzahl von Veranstaltungen neu belebt.
- Internationaler Altstadtlauf:
Traditionsreicher Lauf über verschiedene Distanzen durch die historische Altstadt.
- Walpurgismarkt auf dem Marktplatz
- Goslarer Tage der Kleinkunst:
Jährliches Kleinkunst-Festival jeweils in der Woche nach Pfingsten.
- Schützen- und Volksfest:
Das Goslarer Schützenfest auf dem 86.000 m² großen Osterfeld ist eines der größten in Niedersachsen (rangiert unter den 30 größten Kirmesveranstaltungen Deutschlands), dauert zehn Tage und beginnt immer am Freitag vor dem ersten Montag im Juli.
- Kunsthandwerkermarkt:
Zwischen Großem Heiligen Kreuz und Schuhhof bieten Handwerker handgefertigte Werkstücke an.
- Internationales Musikfest Goslar:
Das Sommer-Festival im August mit Kammer- und Orchestermusik, Jazz und Rock-Klassikern.[46]
- Altstadtfest:
Veranstaltung im September mit zahlreichen Bühnen in der Innenstadt.
- Mordsharz-Festival
- Goslarer Weihnachtsmarkt:
Rund um den Marktplatz bieten etwa 70 Händler, Kunsthandwerker, Zuckerbäcker, Glühweinwirte und Gastronomen jährlich ein romantisches Vorweihnachtserlebnis. Die Attraktion ist der Weihnachtswald, der festlich beleuchtet auf dem Schuhhof aus zahlreichen sechs bis neun Meter hohen Fichten errichtet wird.
- Presseball der Goslarschen Zeitung:
 Die Veranstaltung findet alle zwei Jahre statt, steht jeweils unter einem besonderen Motto und hat regelmäßig rund 850 Ballbesucher, darunter zahlreiche Persönlichkeiten aus Politik, Wirtschaft und Handel.
- Niedersächsische Energietage (net):
Unter Federführung des Energie-Forschungszentrums Niedersachsen sollen die Energietage die Stärken und Kompetenzen Niedersachsens im Zusammenhang mit Innovationen und Energie aufzeigen. Durch die fachübergreifenden Zusammenarbeit der beteiligten Akteure sollen neue Ideen entwickelt, der Wissens- und Technologietransfer verbessert und gemeinsame Projekte zwischen Unternehmen, wissenschaftlichen Einrichtungen und Fachbehörden initiiert werden.

## Wirtschaft und Infrastruktur

### Wirtschaft
Goslar ist Sitz u. a. folgender Unternehmen:
- Asklepios Harzklinik Goslar, Klinik der Asklepios-Gruppe
- Bornemann, Entwicklung von GPS-Technologien
- ChemiLytics, Labor für anorganische Elementanalytik
- EuropTec, Glasveredelung
- Fels, Baustoffhersteller
- H.C. Starck Tungsten, Hersteller von Wolfram-Pulver
- Höganäs Germany GmbH, Hersteller von Metallpulvern für Oberflächenbeschichtung und Hochleistungskeramikpulver Höganäs AB
- Med-X-Press, Logistik für die Pharma- und Gesundheitsbranche
- Oker-Chemie, Spezialchemikalien
- pdv-software, Softwareentwicklung
- PDV-Systeme, IT-Systemhaus
- Rettig Germany, Hersteller von Produkten zur Wärmeübertragung
- Stöbich Brandschutz, Hersteller von Brandschutzprodukten
- Sundolitt, Hersteller von Polystyrol-Dämmstoffen
- Taniobis, Hersteller von Tantal und Niob-Metallpulvern
- tejo-Unternehmensgruppe, Möbel-Einzelhandel

### Sicherheit
Für den abwehrenden Brandschutz und die technische Hilfeleistung in der Kernstadt steht die 1855 gegründete Freiwillige Feuerwehr Goslar mit 12 Fahrzeugen zur Verfügung. Hinzu kommen noch 10 weitere Ortsfeuerwehren in den einzelnen Orts- und Stadtteilen.
Weitere Rettungseinheiten in Form von DRK und THW sind in Goslar angesiedelt.
Die Polizeiinspektion Goslar gehört zur Polizeidirektion Braunschweig.

### Verkehr

#### Straßenanbindungen
Goslar wird im Norden von der vierspurig ausgebauten Bundesstraße 6 durchquert, die über die ebenfalls im Stadtgebiet gelegene Bundesautobahn 369 eine Anbindung an den überregionalen Autobahnverkehr (Bundesautobahn 36; Braunschweig–Bernburg (Saale)/Halle (Saale)) bietet. Die Bundesstraße 82 setzt sich nach Westen in einer 2+1-Straßenführung fort und bindet Goslar an die Bundesautobahn 7 bei Seesen/Rhüden an. Ferner verläuft durch die Stadt die B 241, und es beginnt in Goslar die B 498, die durch den Harz nach Osterode führt.

#### Bahn- und Busverkehr
In Goslar gibt es drei Bahnhöfe; neben dem Bahnhof Goslar in Innenstadtnähe befindet sich je ein Bahnhof in den Stadtteilen Oker und Vienenburg. Der Haltepunkt Odermark und der Haltepunkt Grauhof existieren heute nicht mehr.
Durch das Stadtgebiet verlaufen die Eisenbahnstrecken von Halle (Saale) über Vienenburg (Bahnstrecke Halle–Vienenburg) nach Hildesheim und Hannover (Bahnstrecke Hildesheim–Goslar), von Braunschweig nach Seesen/Kreiensen (Bahnstrecken Braunschweig–Vienenburg/Bad Harzburg und Goslar–Neuekrug Hahausen) sowie über Oker nach Bad Harzburg (Bahnstrecke Bad Harzburg–Oker). Ab Goslar gibt es Direktverbindungen nach Hannover, Braunschweig, Magdeburg, Halle (Saale) und Göttingen, am Wochenende fahren einzelne Züge des Harz-Berlin-Express nach Berlin.
Die Stadtbus Goslar GmbH betreibt ein aus sechs Linien bestehendes Stadtbusnetz, die HarzBus GbR unterhält mehrere Verbindungen ins Umland. Über Fernbusverbindungen sind u. a. Berlin, Magdeburg, Göttingen, Kassel, Dortmund, Essen und Düsseldorf umsteigefrei zu erreichen. Am Bahnhof Goslar existiert ein zentraler Omnibusbahnhof.

#### Radverkehr
Goslar bietet trotz seiner Berglage am Harzrand gute Grundvoraussetzungen für den Radverkehr, da die Wege weitgehend eben und kurze Abstände zwischen den Stadtteilen gegeben sind. Hinzu kommt, dass das Gesamtverkehrsaufkommen in der Stadt eher moderat ist. Allerdings wurden diese Potenziale in der Vergangenheit nur wenig ausgebaut, so dass Goslar bei den zweijährlich stattfindenden Fahrradklimatests des ADFC bislang eher unterdurchschnittliche Gesamtbewertungen erhalten hat, und zwar die Noten 4,2 (2014), 4,4 (2018) und zuletzt 2020 die Note 4,5 (nach Schulnotensystem 1–6). Um die Situation im Alltagsradverkehr in Goslar deutlich zu verbessern, hat die Stadtverwaltung ein Radverkehrskonzept in Auftrag gegeben, das als Entwurf seit 2020 vorliegt und in mehreren Schritten einer Bürgerbeteiligung unterzogen werden soll.
Radtouristisch ist Goslar angeschlossen an den Europaradweg R1/D-Netz-Route D3 und den in der Region deckungsgleich verlaufenden Radweg Deutsche Einheit. Außerdem führen der Weser-Harz-Heide-Radfernweg und der Harzrundweg über Goslar, und auch Mountainbiker finden in der Umgebung gute Bedingungen vor.

#### Luftverkehr
Etwa zwei Kilometer östlich des Zentrums liegt das Segelfluggelände Bollrich.

### Bildung und Wissenschaft
Das Ratsgymnasium entstand vermutlich um 1528; das Christian-von-Dohm-Gymnasium besteht seit 1804. Aus einer der ältesten Schulen sind die direkt in der Stadt gelegene „Realschule Hoher Weg“ und die „Realschule Goldene Aue“ hervorgegangen.
Weiterhin befinden sich in Goslar zwei berufsbildende Schulen, die BBS 1 Goslar -Am Stadtgarten- und die Berufsbildenden Schulen Goslar-Baßgeige/Seesen. Die BBS 1 Goslar -Am Stadtgarten- ist im Landkreis Goslar zuständig für Berufsbildung in den Bereichen Wirtschaft und Verwaltung, Gesundheit und Informatik. An der BBS Baßgeige sind die Schulformen Fachoberschule Gestaltung, Sozialwesen und Technik vertreten. Mit einer abgeschlossenen Berufsausbildung kann man an der BOS das Abitur machen.
Am 7. Dezember 2007 wurde in Goslar symbolisch der Grundstein für das Energie-Forschungszentrum Niedersachsen (EFZN), einer wissenschaftlichen Einrichtung der Technischen Universität Clausthal, gelegt. Dieses wurde nach Abschluss der Umbaumaßnahmen auf dem EnergieCampus Goslar am 17. Juni 2010 feierlich eröffnet. Im Jahr 2009 nahm die neu gegründete Abteilung „Faseroptische Sensorsysteme“ des Fraunhofer Heinrich-Hertz-Instituts Berlin ihre Arbeit in Goslar auf.
Am Georgenberg befindet sich die Katholische Akademie St. Jakobushaus des Bistums Hildesheim. Das Haus wird im Sommer 2021 geschlossen.
| Grundschulen | |
| - Schillerschule - Goetheschule - Grundschule Hahndorf - Grundschule Immenrode - Grundschule Jerstedt - Grundschule Jürgenohl                                                                                        | - Grundschule Oker - Grundschule Sudmerberg - Grundschule Vienenburg - Grundschule Wiedelah - Grundschule Worthschule am Georgenberg      |
| Oberschulen | |
| - Vicco-von-Bülow Oberschule Vienenburg | |
| Realschulen - Realschule Goldene Aue | |
| Gesamtschulen - Adolf-Grimme-Gesamtschule Oker | |
| Gymnasien | Berufsbildende Schulen |
| - Christian-von-Dohm-Gymnasium - Ratsgymnasium Goslar - Berufliches Gymnasium – Wirtschaft – der BBS 1 Goslar -Am Stadtgarten- - Berufliches Gymnasium – Gesundheit und Soziales – der BBS 1 Goslar -Am Stadtgarten- | - BBS 1 Goslar -Am Stadtgarten- - Goslar-Baßgeige/Seesen - Oskar-Kämmer Bildungswerk - Oskar-Kämmer-Schule – Berufsfachschule Altenpflege |
| Förderschulen | Andere |
| - Pestalozzischule – Förderschule Lernen - Schule am Harly – Förderschule Geistige Entwicklung | - Neue Waldschule Hahnenklee - Volkshochschule Landkreis Goslar                                                                           |

### Sport
Im Fußball dominiert der 1908 gegründete Goslarer Sport Club (GSC). Die erste Herrenmannschaft erreichte 2009 den Aufstieg in die Regionalliga, aktuell tritt das Team nach dem jüngsten Abstieg 2016 in der Landesliga an. Der SV Glückauf Rammelsberg, der VfL/TSKV Oker und die FG Vienenburg/Wiedelah spielen in der Bezirksliga (7. Liga), der TSV Immenrode und der VfL/ TSKV Oker II in der Kreisliga.
Die Hockey-Abteilung des GSC 08 wurde 1956 deutscher Vizemeister. 2009 ging aus dieser Abteilung der eigenständige Goslarer Hockey Club 09 e. V. (GHC 09) hervor.
Die Jazz- und Modern-Dance-Gruppe J.E.T.s. des MTV Goslar wurde 2006 und 2007 Deutscher Meister und nahm 2007 an der Weltmeisterschaft in New York teil.
Der Judo-Karate-Club Sportschule Goslar e. V. bietet u. a. Judo, Karate, Ju-Jutsu, Kendo, Aikidō sowie Damen- und Herrengymnastik. Der Verein besteht seit 1962 und hat mehrere bekannte Sportler hervorgebracht.
Der bereits 1905 gegründete Radballclub RC Germania Hahndorf spielte zeitweise in der 1. Bundesliga und konnte regelmäßig große Erfolge bei der Deutschen Meisterschaft oder der Niedersachsen-Meisterschaft feiern.
Durch Goslar verläuft der Radweg der Europaroute (D3) als Teil des Europaradweg R1.

### Medien
In Stadt und Landkreis marktbeherrschend ist das familiengeführte Druck- und Medienhaus Krause, das die Tageszeitung Goslarsche Zeitung herausgibt sowie das Anzeigenblatt extra, außerdem Buch- und Sonderpublikationen. Einzige Wettbewerber sind die Anzeigenblätter Harzer Panorama (Verlagsgruppe Madsack) und Harzer General-Anzeiger (Verlagsgruppe Bauer).
Regional berichtende Online-Nachrichtenportale in Goslar sind beispielsweise die goslarsche.de und gz-live, die von der Goslarschen Zeitung betrieben werden. Darüber hinaus berichtet regionalgoslar.de (Medien für die Region GmbH) über regionale Nachrichten aus Goslar.

## Rezeption
Goslar ist der Namensgeber für das im nahe gelegenen Erzbergwerk Rammelsberg gefundene und 1845 durch Wilhelm von Haidinger benannte Mineral Goslarit.
Die Altstadt von Goslar und das Bergwerk Rammelsberg bildeten 2008 das Motiv der jährlich ausgegebenen 100-Euro-Goldmünzen aus der Reihe UNESCO-Welterbe.
Otto von Freising bezeichnete Goslar im zwölften Jahrhundert als „die reichste Stadt Sachsens“.